# 台灣名園

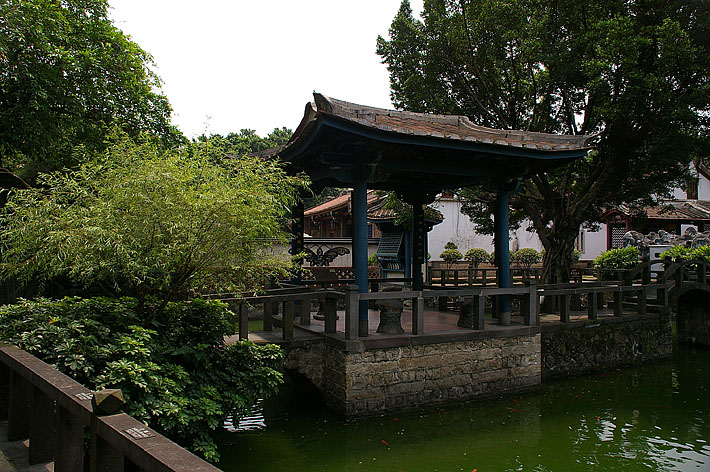
板橋林本源園邸庭園一景

台灣名園，指的是台灣於清治時期或日治時期期間最為有名的庭園景觀建築群。其中名園或稱園林、林園、庭園、花園。

## 台灣五大名園

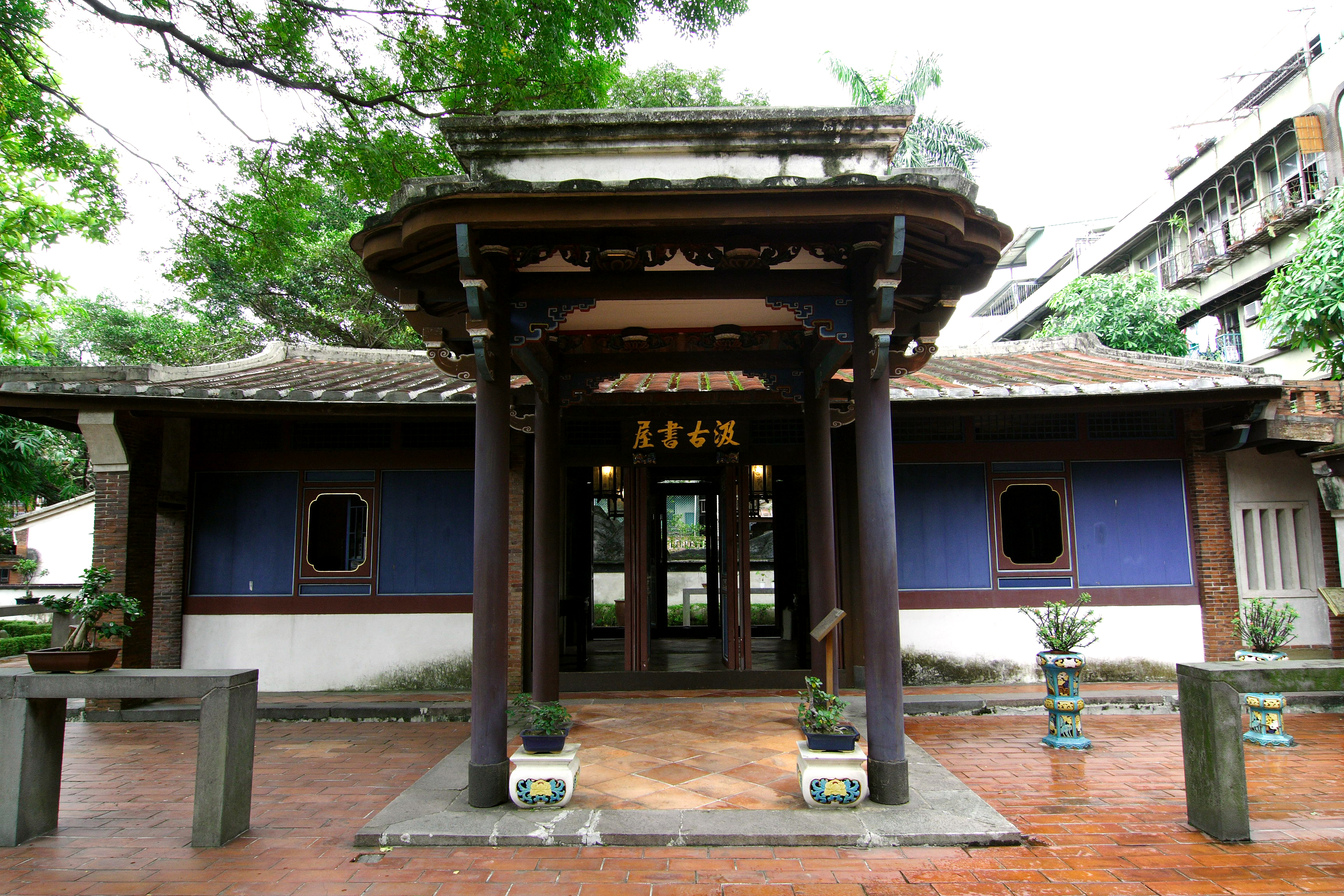
板橋林本源園邸汲古書屋

一般指的是清治時期時由當時官紳始建的中式園林，以作為平日娛樂及社交聚會場所。包含:
- 新竹北郭園
- 新竹潛園
- 板橋林本源園邸
- 霧峰萊園
- 台南吳園

## 台灣四大名園

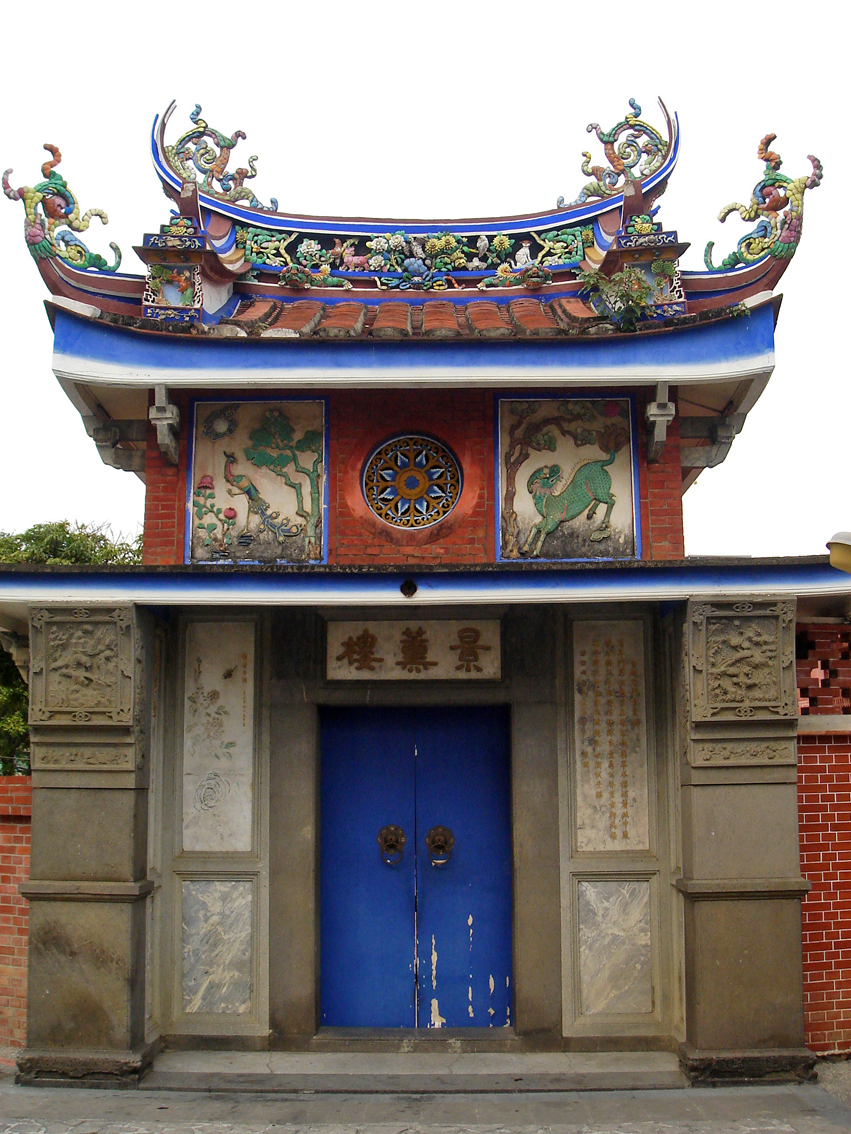
霧峰林宅景薰樓

由於五大名園中北郭園與潛園均位於新竹，一說因鄭用錫為進士出身，官至二品，社會地位較林占梅優越；且雖然北郭園開始修築的時間晚於潛園，但是較早完成。所以稱「台灣四大名園」為：
- 新竹北郭園
- 板橋林本源園邸
- 霧峰萊園
- 台南吳園

採此說的有林本源園邸、吳園及霧峰林家花園官網等。
另一說，因林占梅開始進行修築潛園的時間最早，而後鄭用錫才羨而跟進修築北郭園；且北郭園原址至1990年時已無片甲可尋，而潛園原址還遺留部分遺跡至2012年。故稱「台灣四大名園」為：
- 新竹潛園
- 板橋林本源園邸
- 霧峰萊園
- 台南吳園

採此說的有新竹潛園復建團隊等。

## 台灣三大名園
台灣日治時期，新竹北郭園、新竹潛園均因為道路改正遭到大量破壞，新竹潛園、台南吳園中有部分建物被日本政府及軍隊徵用而遷移異地重建或原地捐出改建；加上日治時期台灣社會新興五大家族，清治時期固舊家族勢力逐漸式微；基隆顏家的陋園隨即崛起並取而代之：
- 基隆陋園
- 板橋林本源園邸
- 霧峰萊園

其中陋園便是屬於日式庭園，然陋園也已消失多時。

## 台灣名園及園邸列表
荷治時期園林
- 荷恩（Hoorn）的花園，應位於赤嵌樓附近[5]。

明鄭時期園林
- 何斌之庭園：約建於1660年左右，後由吳尚新重建為吳園[6]。
- 一元子園亭：寧靖王朱術桂府邸，今大天后宮，格局已失。
- 陳園：陳永華之別墅[7]。
- 夢蝶園：鄭成功參軍李茂春所建，今台南法華寺。
- 北園別館：為鄭經為董太妃興建的別館，今台南開元寺，原格局已失[8]。
- 四合亭：天興州署之庭園，位於今台南市衛民街中段北側，已不存[6]。

清治時期園林

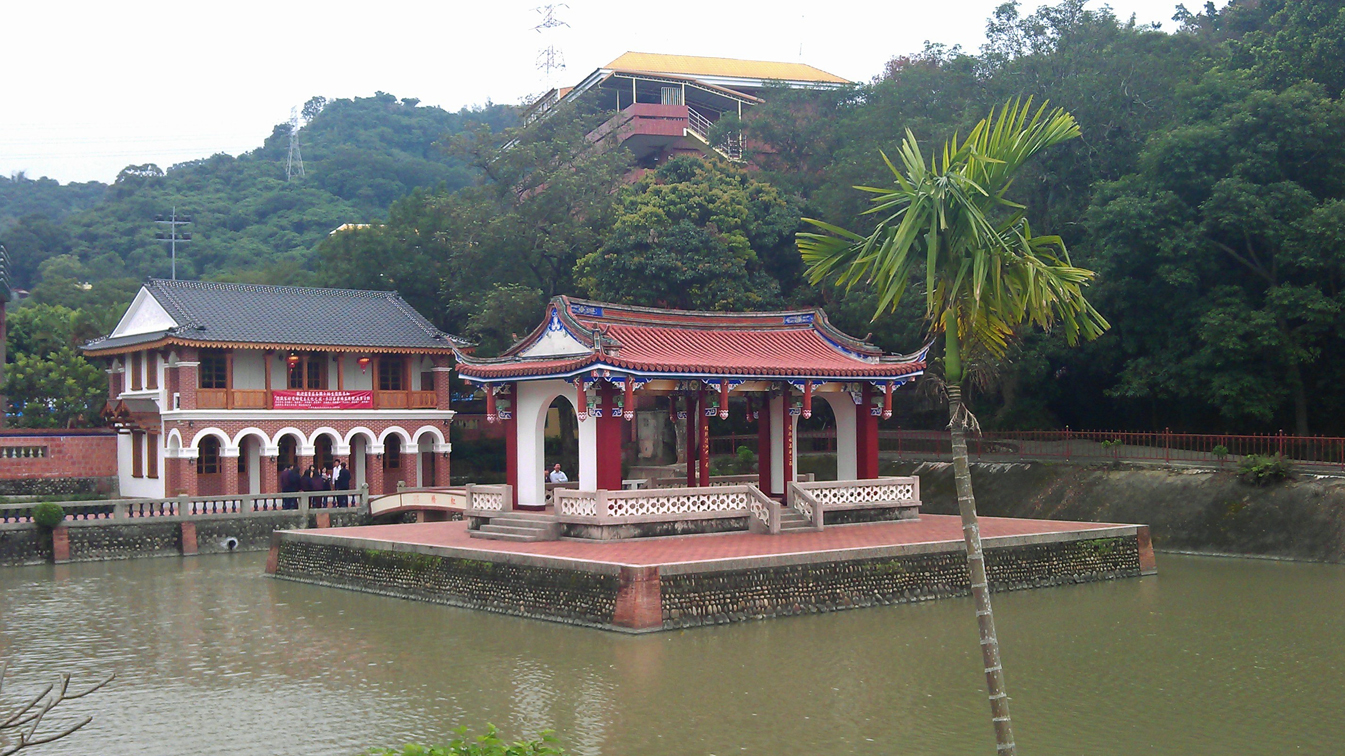
霧峰萊園五桂樓與飛觴醉月亭

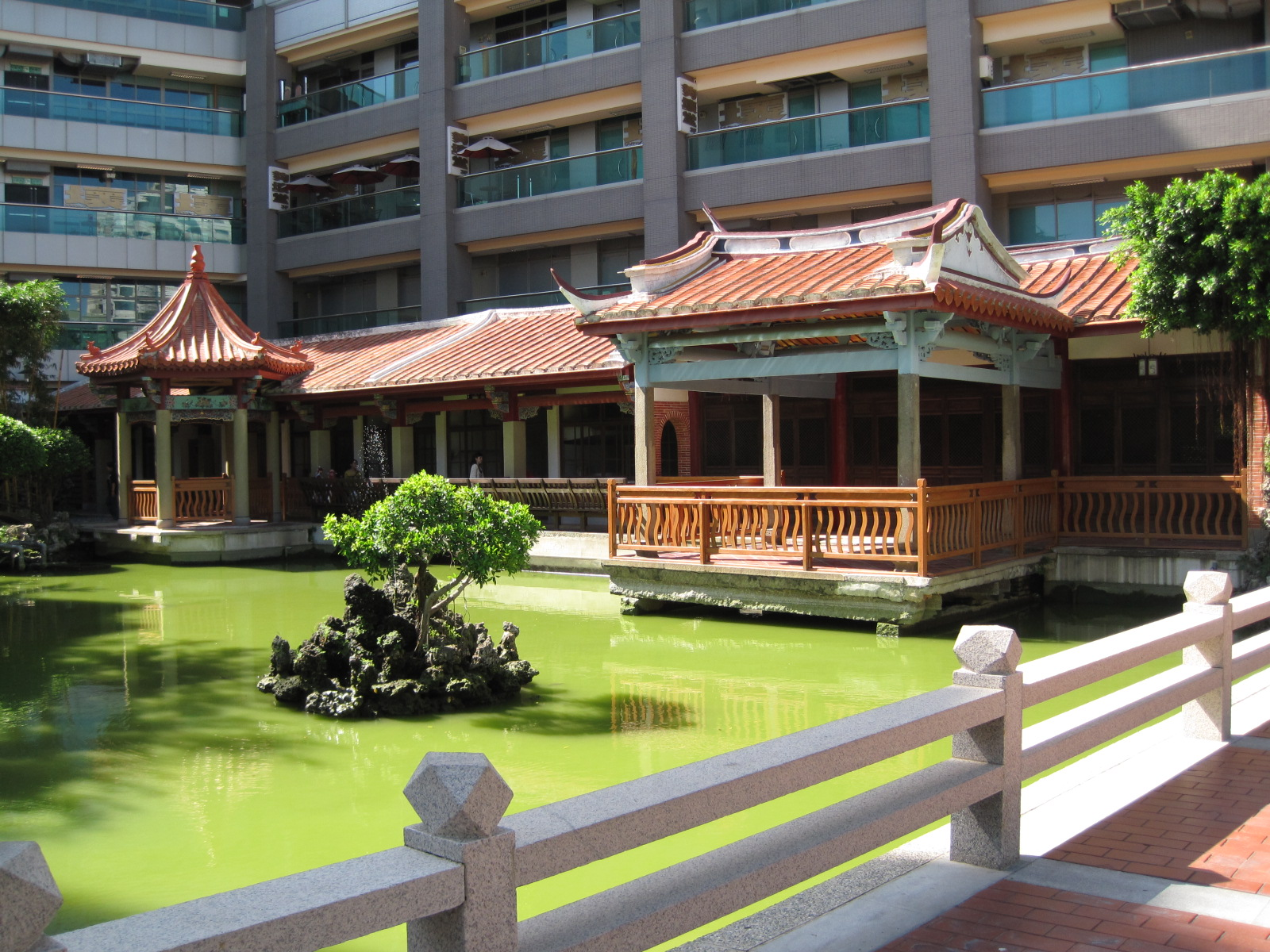
吳園水榭

- 寓望園：為台灣道署內的庭園，位於今台南市永福國小內，已不存[6][9]。
- 鴻指園：為台灣府署內的庭園，已不存[6]。
- 台灣縣署庭園：位於今台南市赤崁樓北側，已不存[6]。
- 台灣總鎮署庭園：有三致堂、益求堂、鏡煙堂、芝蘭堂等景，已不存[6]。
- 左營游擊署庭園：有鏡清堂、岸舫等景，已不存[6]。
- 右營游擊署庭園：有莿桐園等景，已不存[6]。
- 李氏園：台灣縣武解元李楨鎬建於雍正年間，有聚星亭，位於今台南市開元寺東南邊，已不存[6]。
- 書帶草堂：台南士紳鄭其嘏建於1770年（乾隆三十四年），位於今台南市友愛街附近，已不存[6]。
- 一峰亭：中書科中書林朝英建於1778年（乾隆四十三年），位於今湯德章紀念公園境內，已不存[6]。
- 蘇萬利花園：清乾隆年間為三郊蘇萬利所建，位於今台南神學院，已不存[10]。
- 吳園：又名紫春園，原為明何斌庭園，後由吳尚新整建而成，現納入市定古蹟原台南公會堂。
- 歸園：吳世繩建於道光年間，已不存[6]。
- 潛園：林占梅所建，已不存。
- 北郭園：鄭用錫所建，已不存。
- 鹽水葉家花園：位於鹽水八角樓後方，已不存[11]。
- 卯橋別墅：台南士紳許遜榮建於1851年（咸豐元年），位於今台南市衛民街，已不存[6]。
- 宜秋山館：舉人吳尚霑建於1859年（咸豐九年），位於今台南市永福路及府前路之交角，已不存[6]。
- 太古巢：文學家陳維英建於咸豐年間，位於今台北市圓山，已不存[6]。
- 嘯園：或曰「棲野巢」，陳維英所建，可能在台北市劍潭附近[6]。
- 留種園：台南士紳盧崇烈建於同治年間，位於今台南市赤崁樓對面，已不存[6]。
- 筱雲山莊：神岡三角仔呂家宅第與庭園，建於1866年（同治五年），現為市定古蹟。
- 板橋林本源園邸：現為國定古蹟。
- 萊園：霧峰林家之庭園，現為國定古蹟。
- 臺灣巡撫布政使衙門庭園：布政使沈應奎建於1887年（光緒十三年），已不存[6]。
- 怡園：位於吳鸞旂公館後方，日治時期遭拆除，該址後改建為「天外天劇場」。此外公館也於二戰後遭拆除，僅存移至台中公園保存的更樓[12]。
- 窺園：台南進士許南英所建，已不存[6]。
- 礪園：台南舉人林鳳藻所建，已不存[6]。
- 浣紅閣：許廷光所建的宅邸，西側有花園，位於現今台南市衛民街與萬昌街口附近，已不存[13]。
- 三秀園：位於雲林縣大埤鄉，建於清朝末年，由張添盛所建，是詩人張禎祥故居，目前尚存，並成立了「三秀園雅集文化協會」[14][15]。
- 斗六吳秀才宅之庭園[6][16]
- 恆春猴洞山：天然園林

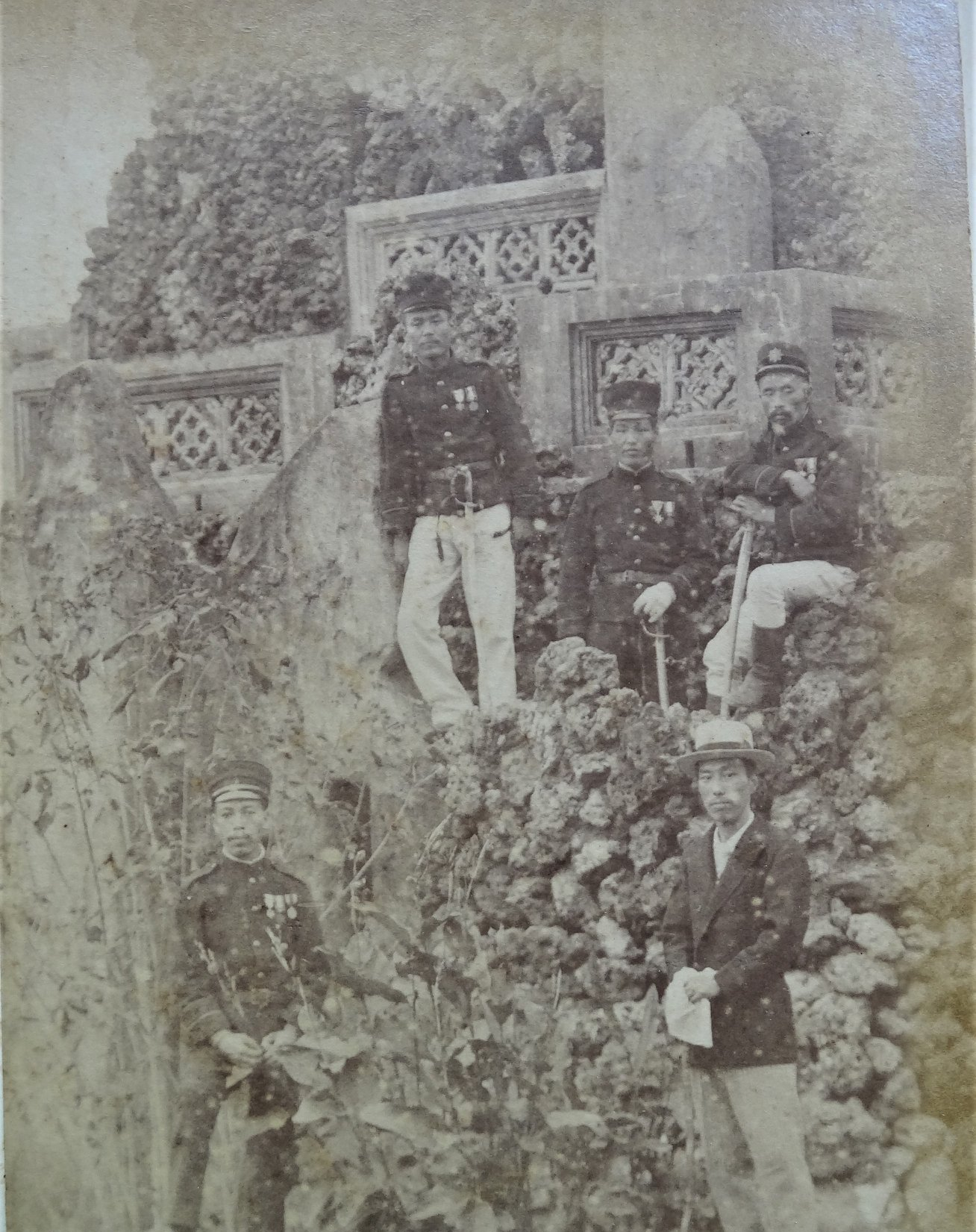
臺灣巡撫布政使衙門庭園的假山
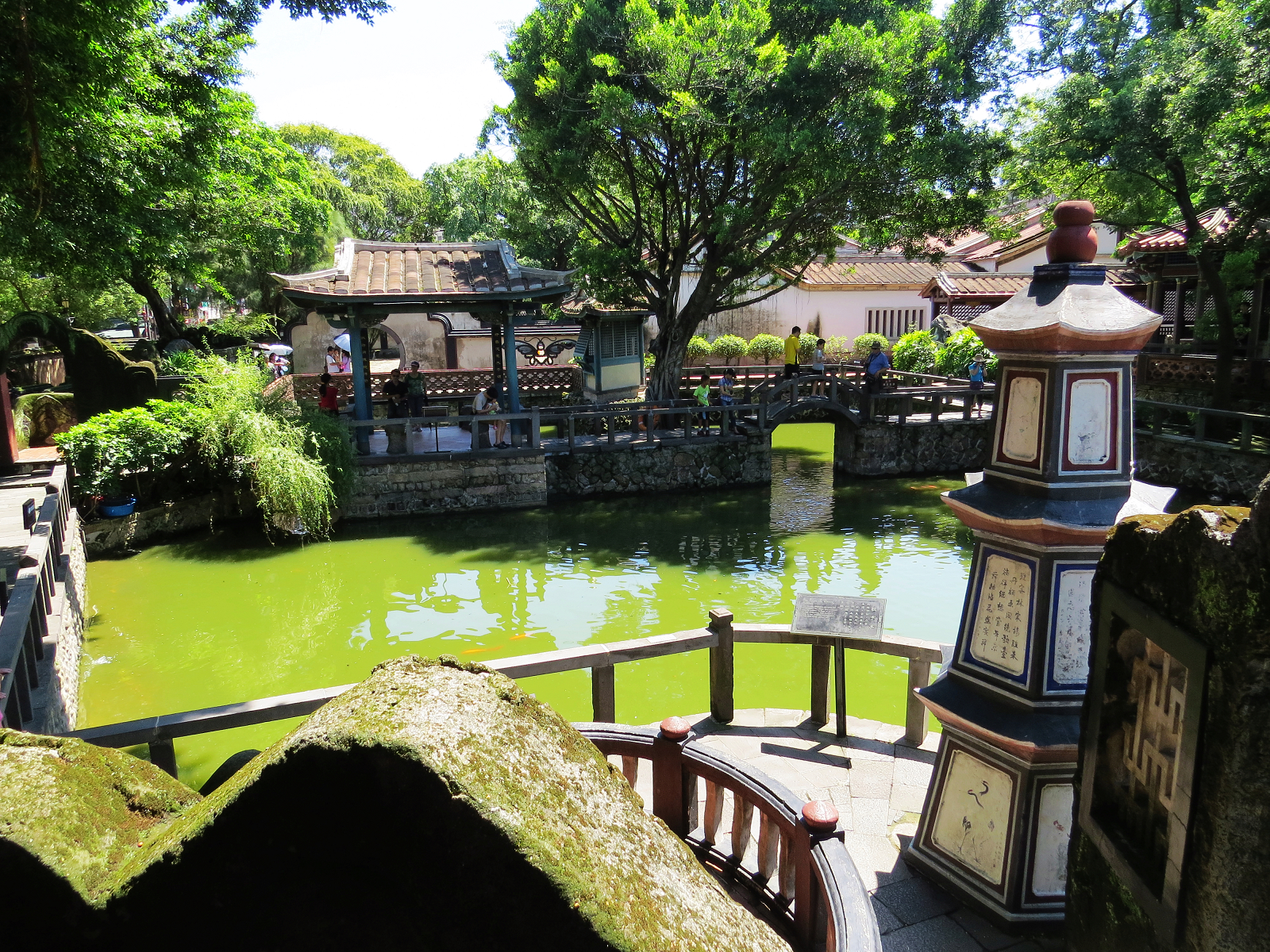
林本源園邸
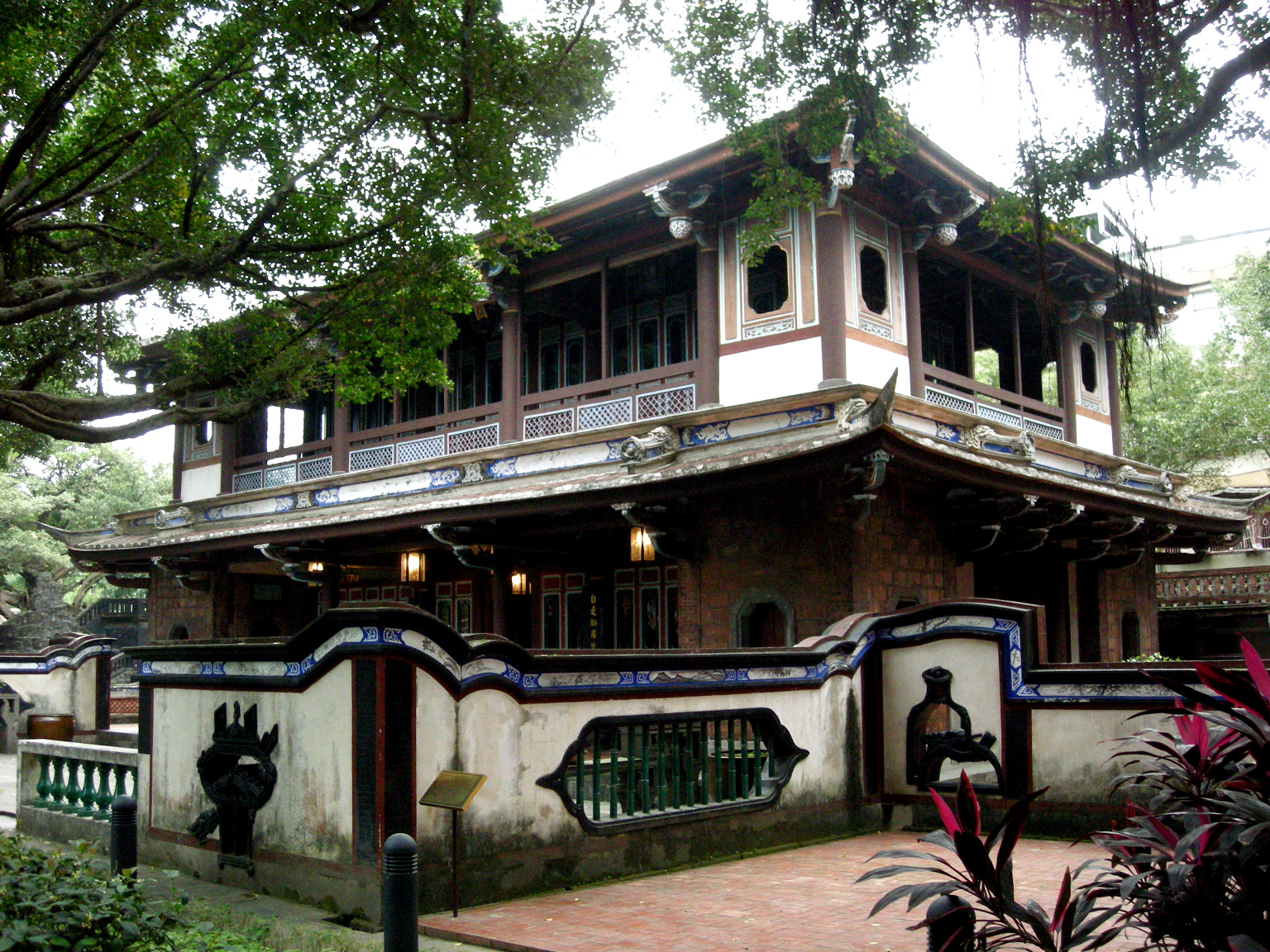
林本源園邸來青閣
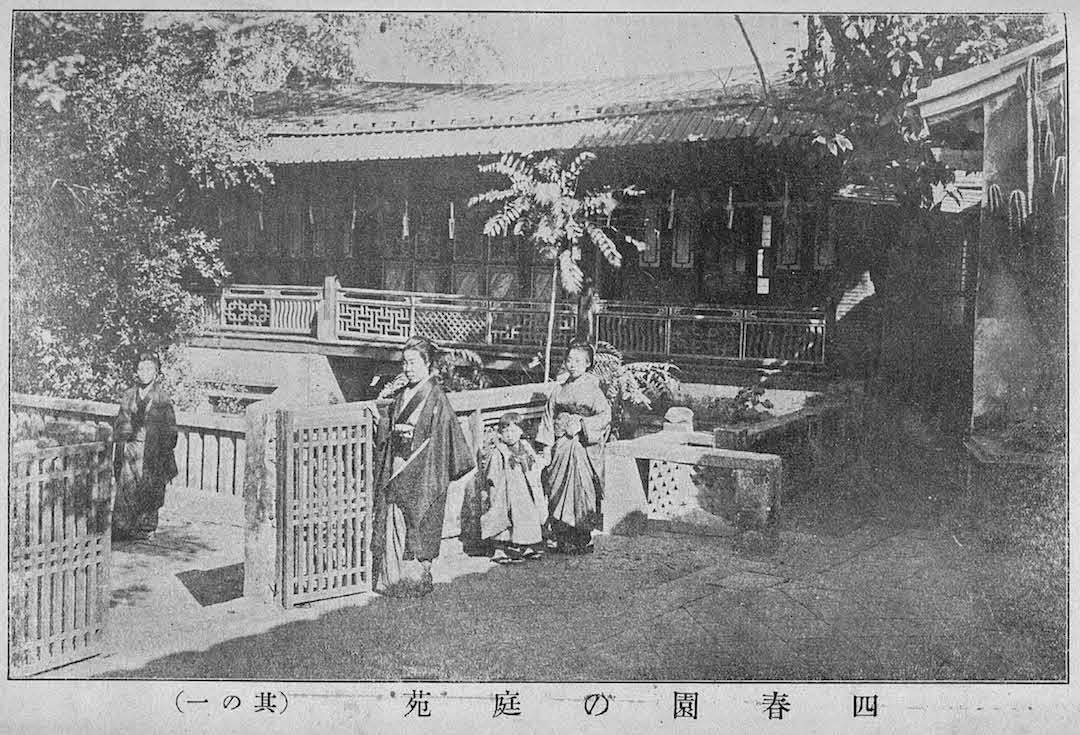
1900年的吳園
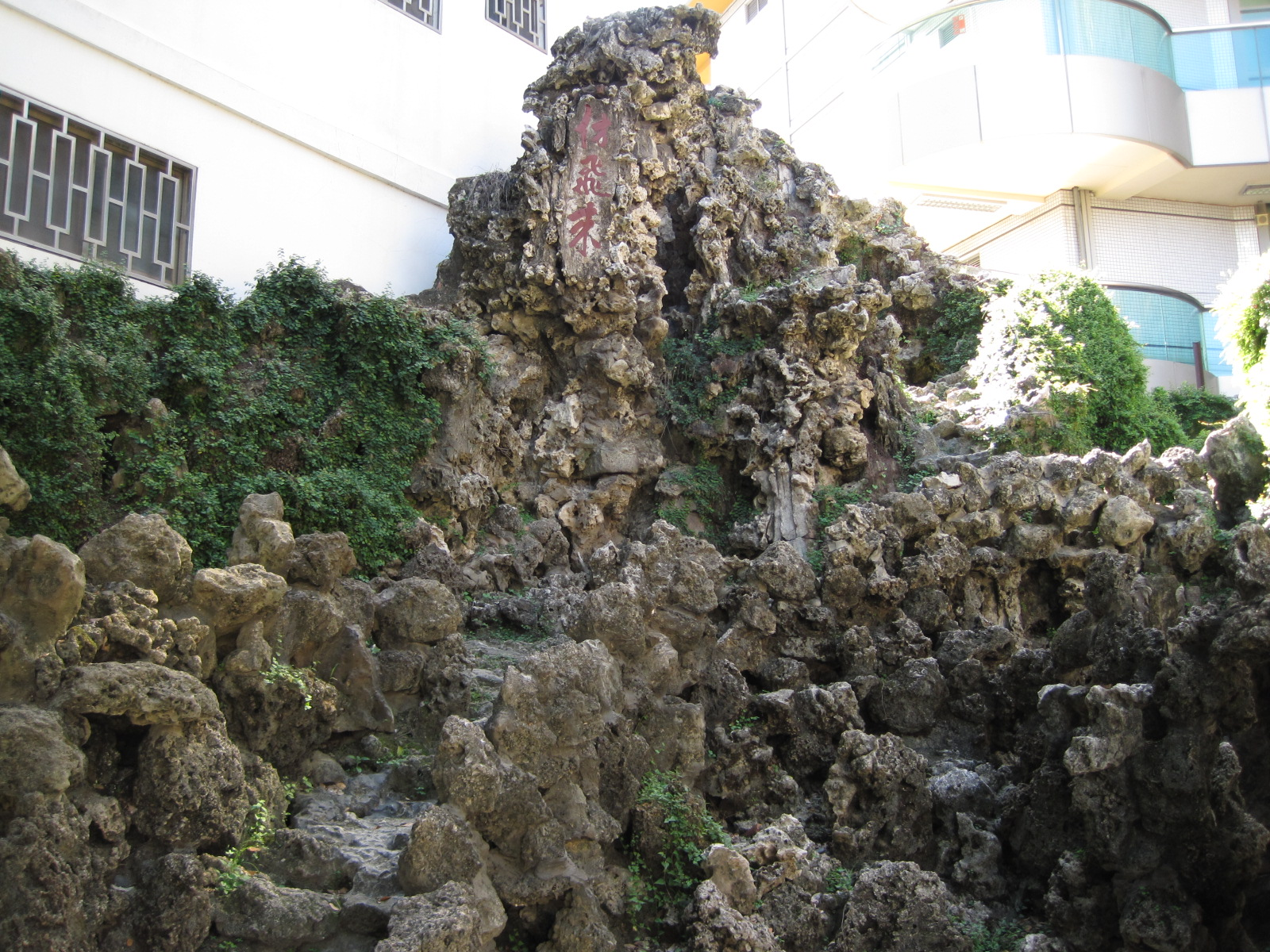
吳園仿飛來峰的假山
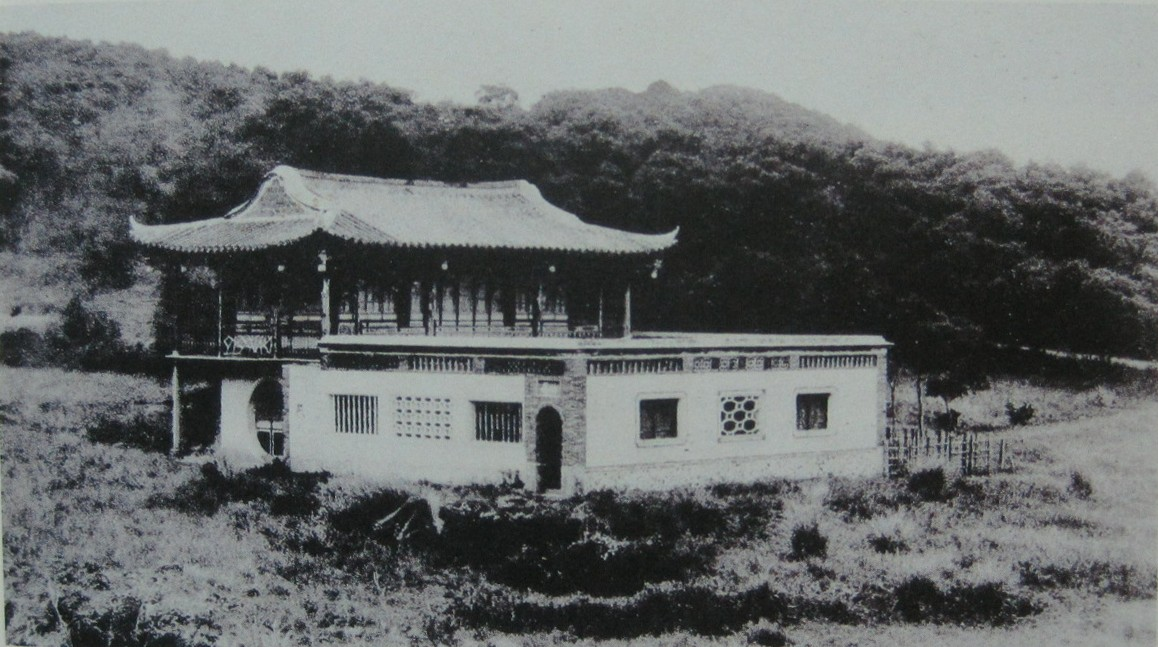
日治時期拆除重建於新竹神社的原潛園爽吟閣
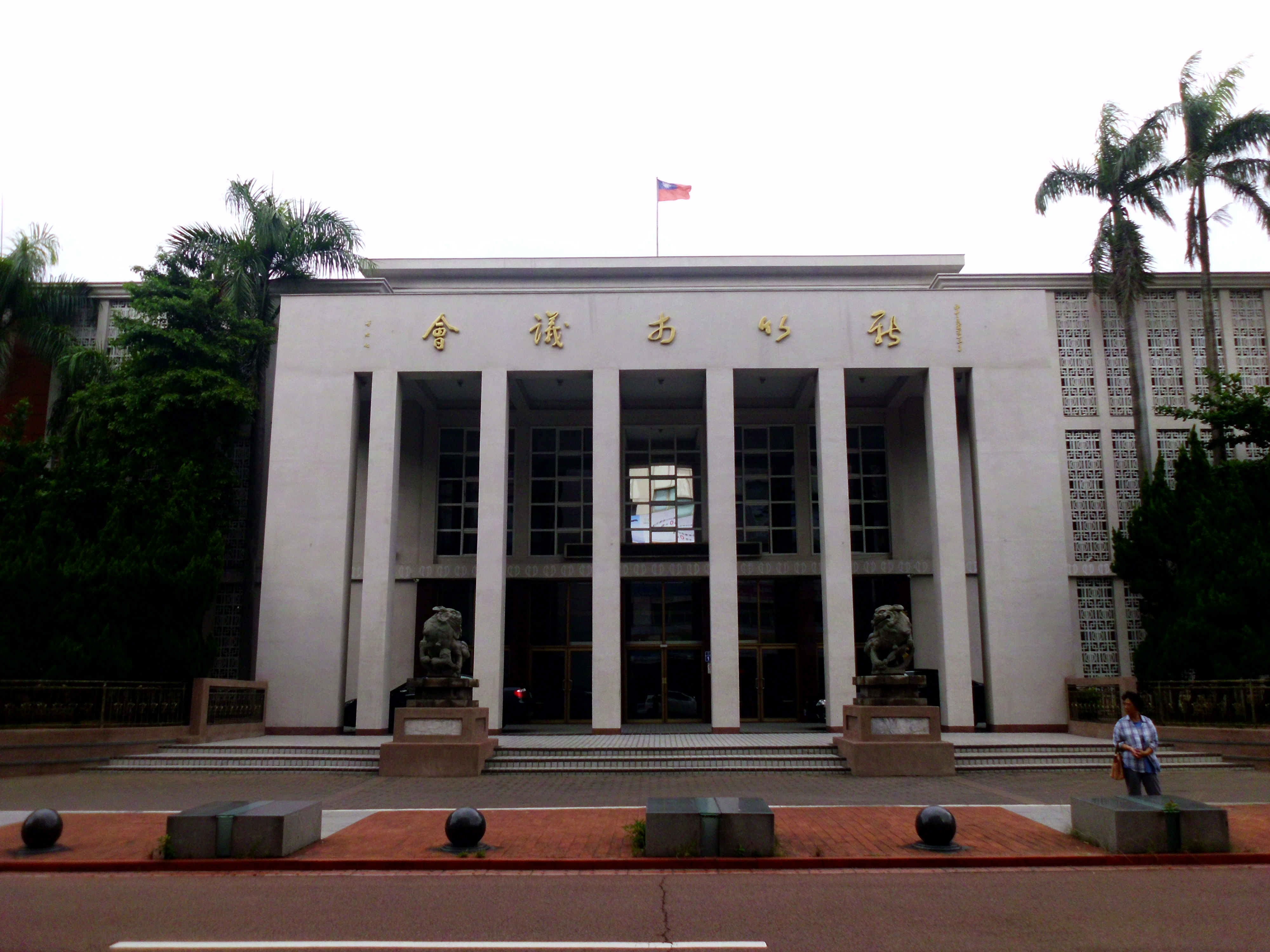
現今新竹市議會大門前的潛園石獅
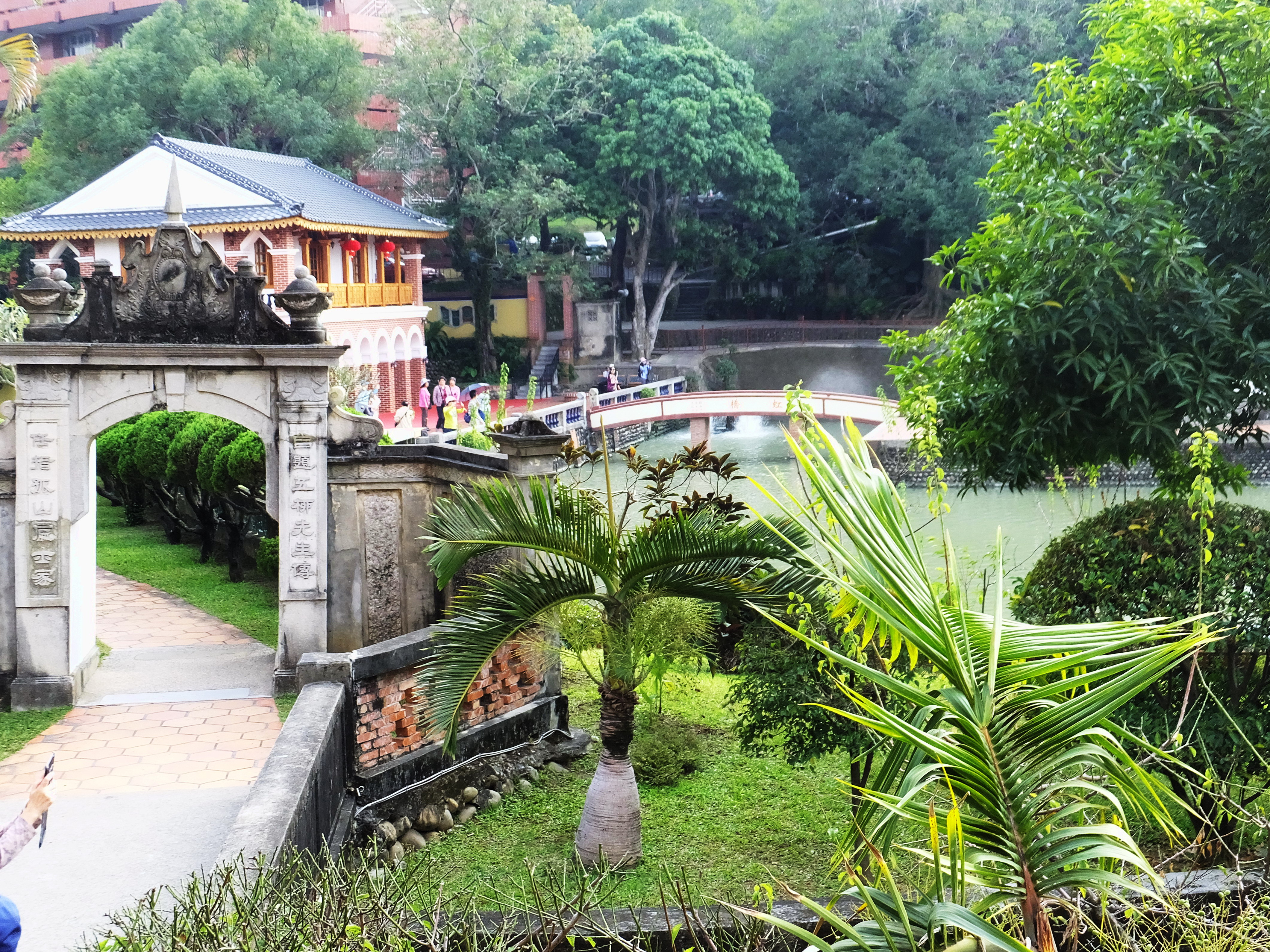
霧峰林家萊園入口
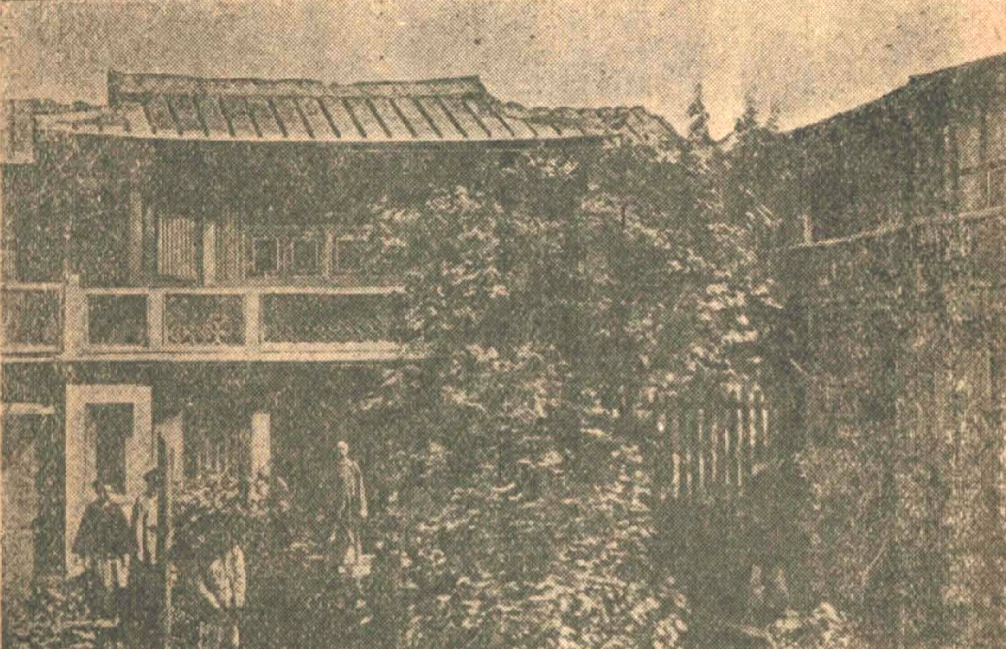
浣紅閣
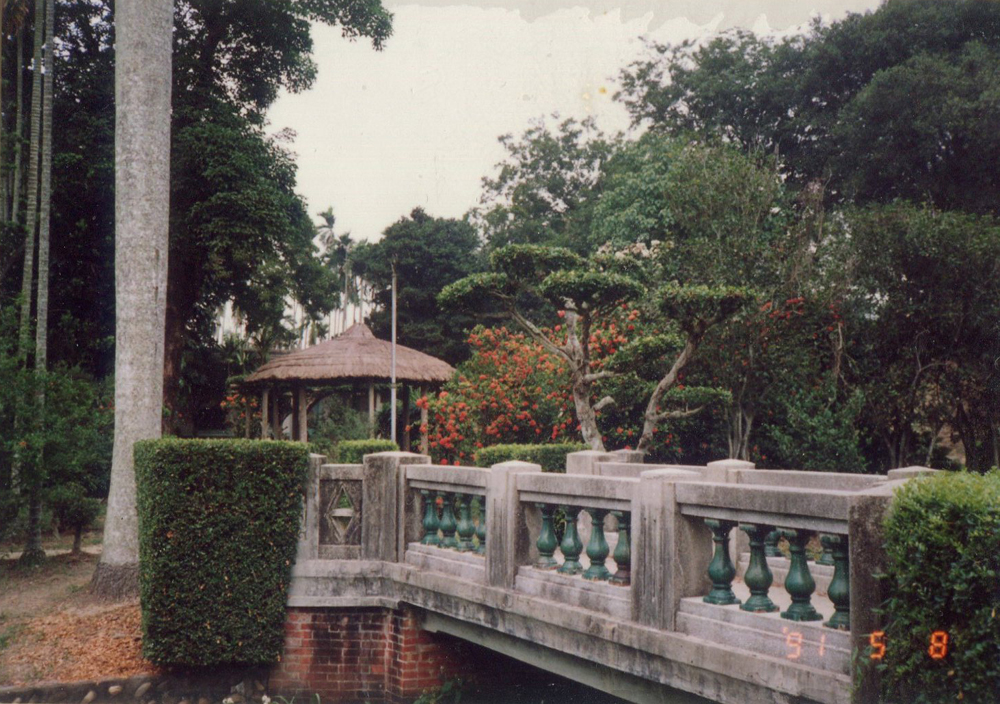
三秀園豁然橋

日治時期園林
- 陋園：原為日本人木村久太郎別墅「木村御殿」。1918年木村返回日本後轉售給基隆顏家，由顏國年取名為「陋園」，目前僅存部分殘跡。
- 逎園：位於基隆市仁愛區，許梓桑古厝後方之庭園。
- 盧纘祥故宅庭園：位於宜蘭縣頭城鎮，是盧纘祥故宅前「舟遊式」庭園，現為宜蘭縣縣定古蹟。
- 斯園（周家花園）：位於台北市汐止區，由周再思建於1909年，已在2006年拆除[17]。
- 葉金塗宅後花園：位於台北市大同區大稻埕，建於1929年，後來拆除庭園與宅邸，僅保留建築立面，改建為台北城大飯店。
- 陳天來宅後花園：位於台北市大同區大稻埕，原有水池假山造景，後來闢建西寧北路時遭到破壞[18]。
- 辜顯榮宅花園：位於台北市大同區大稻埕，花園已不存。
- 江山樓屋頂庭園：位於台北市大同區大稻埕，由吳江山建於1921年，設有庭園假山，已不存[19]。
- 臺灣總督官邸庭園：今台北賓館之庭園。
- 南菜園：台灣總督兒玉源太郎的別墅，已不存。
- 羽衣園：企業家山本義信的私人別莊，現為陽明山公園。
- 黃東茂宅花園：位於新北市淡水區，園內以菊花最盛，黃東茂曾開過幾次觀菊會，已不存[20]。
- 靜山居：香山仕紳陳雲如之別墅，曾作為牛埔公學校建校之用[21]。
- 范朝燈故居：位於新竹縣關西鎮[22]。
- 林烈堂花園：林烈堂之公館，位於台中市東區，已不存。
- 太平吳家花園：位於台中市太平區，約建於1922年，目前多已改建，僅存拱橋、吳鸞旂等人的墓園，現為台中市市定古蹟。
- 頤圃：位於台中市霧峰區，建於1906年，1914年完成[23]。
- 默園：位於彰化縣和美鎮，是陳錫奎舊宅、陳虛谷故居，建於1928~1929年。
- 曙橋園邸：位於彰化縣員林鎮的張家園邸，建於1936年，已在2012年拆除[24]。
- 金銀廳：位於彰化縣鹿港鎮，鹿港菜園大家族黃慶源商號的後花園，現為彰化縣歷史建築。
- 聊園：位於雲林縣西螺鎮，為廖學昆宅第，也是西螺菼社詩人擊鉢吟會的聚會場所，已不存[25]。
- 曲水園：位於雲林縣斗六市，雲林秀才鄭芳春建造。
- 笑園：位於嘉義縣溪口鄉，由醫師張進國建於1928年，現僅存一水中涼亭「嘯月閣」。
- 省園：位於嘉義縣大林鎮，是江文蔚舊宅，建於1928年，戰後因都市計畫遭到剷除，目前僅存部分殘跡。
- 民雄劉氏古厝花園：位於嘉義縣民雄鄉，由劉容如建於1929年。
- 北社尾水樓：位於嘉義市西區，由王氏家族在北社尾湖中興建的水中庭閣「水樓」，約建於1921年，已在2017年拆除[26]。
- 逸園 ：位於嘉義市西區，張李德和與張錦燦夫婦住宅「琳瑯山閣」的屋後庭園，常於此舉辦詩會。
- 梅川醫師邸（吟詩俱樂部）：位於嘉義市西區，建於1935年，已在2011年拆除[27]。
- 壺仙花果園：位於嘉義市東區，由嘉義律師賴雨若建於1926年，因垂楊路拓寬、部分拆除。
- 襟山園林：位於嘉義市東區，由巫禎祥建於1923年，現已被蘭潭水庫淹沒[28]。
- 遂園：位於台南市將軍區，由黃清舞建於1944年，今為「方圓美術館」[29]。
- 小雅園：位於台南市佳里區，是吳新榮之父吳萱草所建的小林園，吳新榮在創立「青風會」，今已不存[30]。
- 小觀園：位於台南市六甲區，由毛昭川家族所建，也是吳新榮妻子毛雪芬的娘家，目前僅存部份[31][32]。
- 楊氏家園：位於台南市永康區王行里，由楊南海所建，現僅存橋梁遺構[33]。
- 固園：位於台南市東門路一帶，由黃欣及黃溪泉兄弟建造，已拆除[34][35]。
- 真花園：台南新町遊廓的貨座敷（日语：座敷），有假山水池庭園，已於2009年拆除。
- 秋涼山（三桃山）：位於高雄市旗山區，由陳秋涼先生投資興建的遊樂花園。
- 洪見萬宅花園：位於高雄市旗山區[36]。
- 鳳山龍山寺庭園：位於高雄市鳳山區，現已拆除改建為香客大樓[37]。
- 逍遙園：位於高雄市新興區，日本佛教淨土真宗本願寺派（西本願寺）第22代門主大谷光瑞的別墅，原本的庭園已消失，只留下當初的主建築，現為高雄市歷史建築。
- 鼎昌號李宅庭園（松濤園）：位於屏東縣屏東市[38]。
- 芳美商號花園：位於屏東縣萬丹鄉，由李開胡所建[39]。
- 林邊阮氏宅第及花園（永興花園）：位於屏東縣林邊鄉，由阮姓家族建於1933年，後由林姓家族買下並取名「永興花園」[40]。
- 五溝水劉氏宗祠庭園：位於屏東縣萬巒鄉。

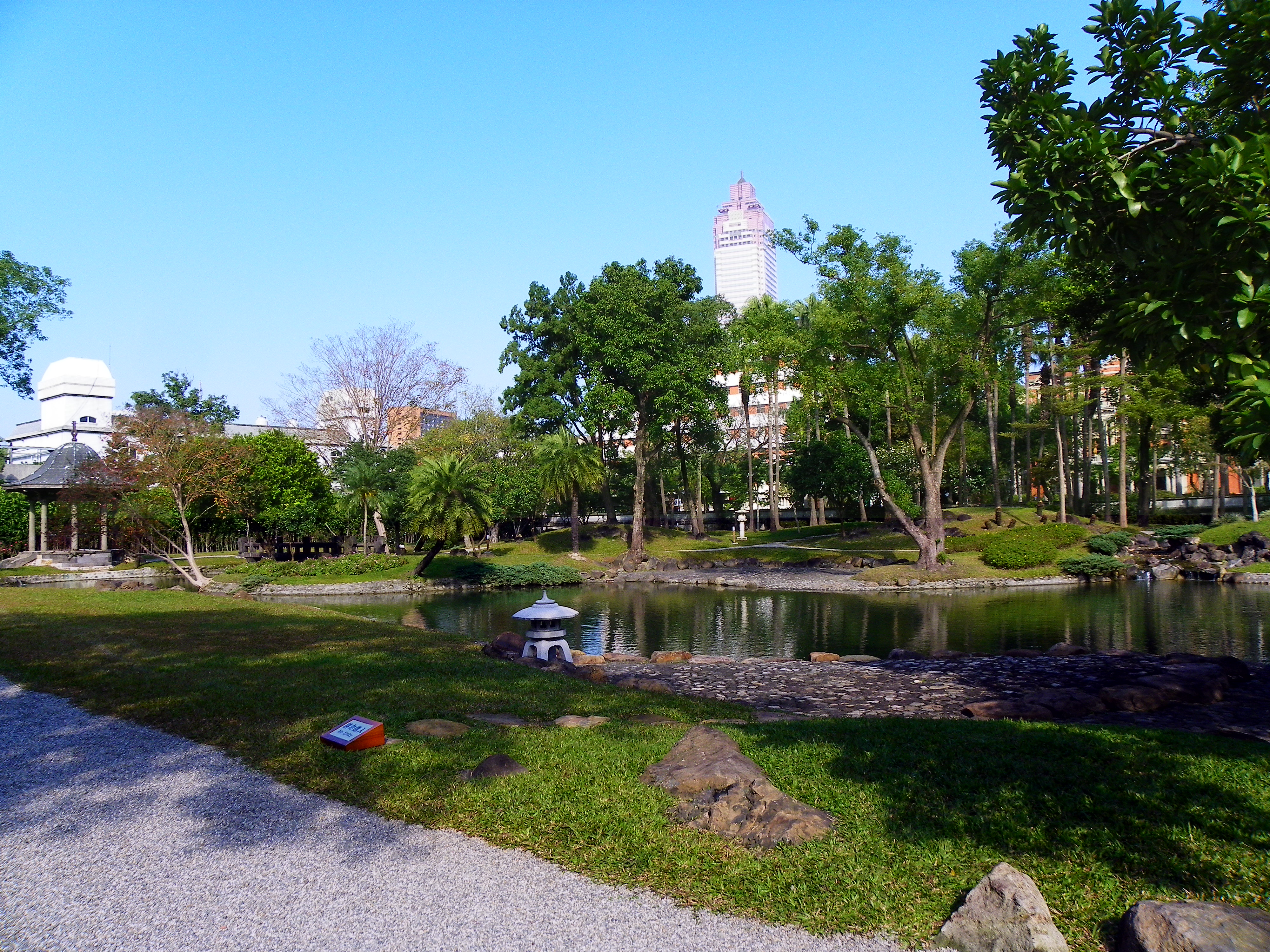
臺灣總督官邸庭園
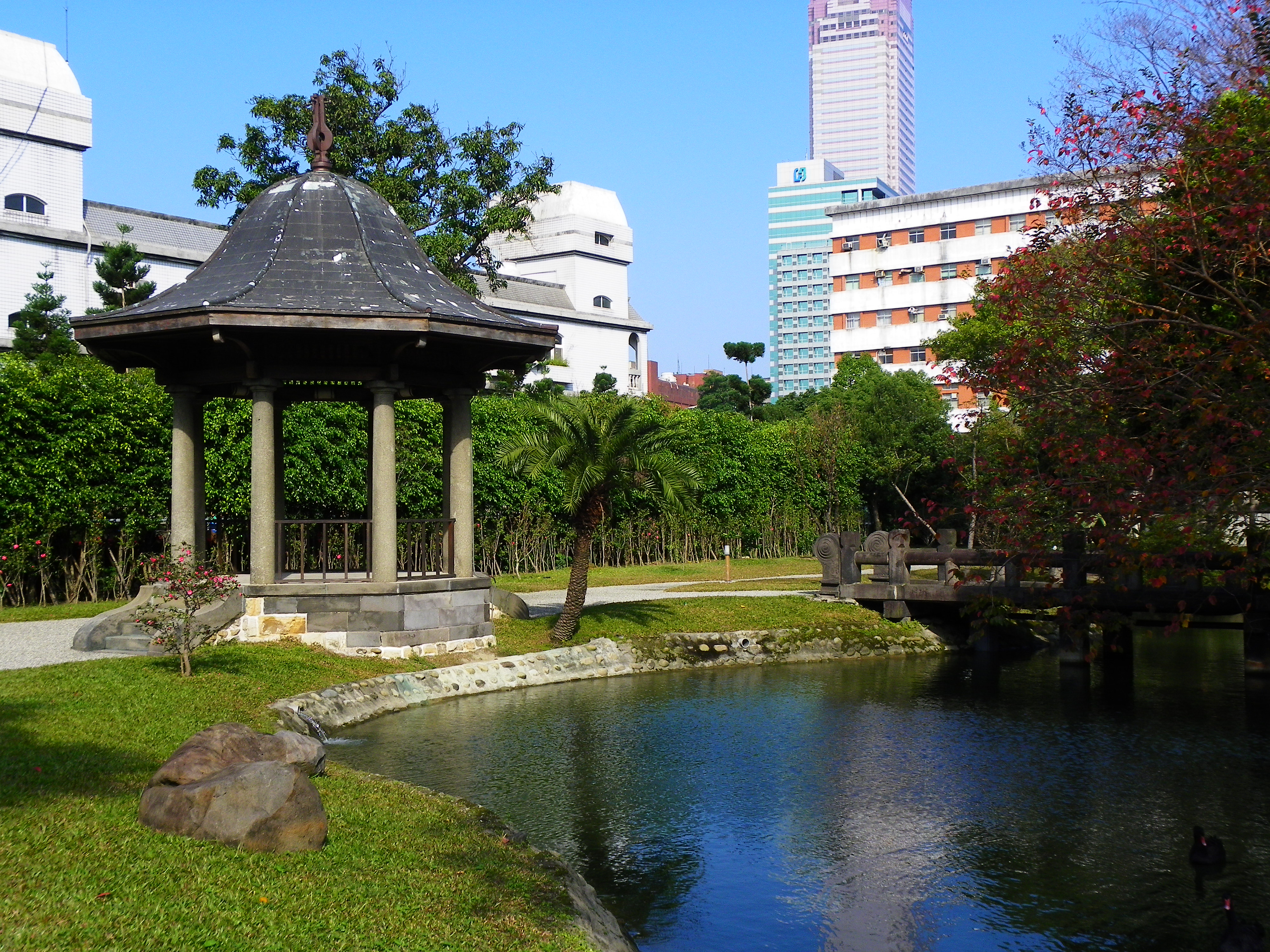
臺灣總督官邸庭園
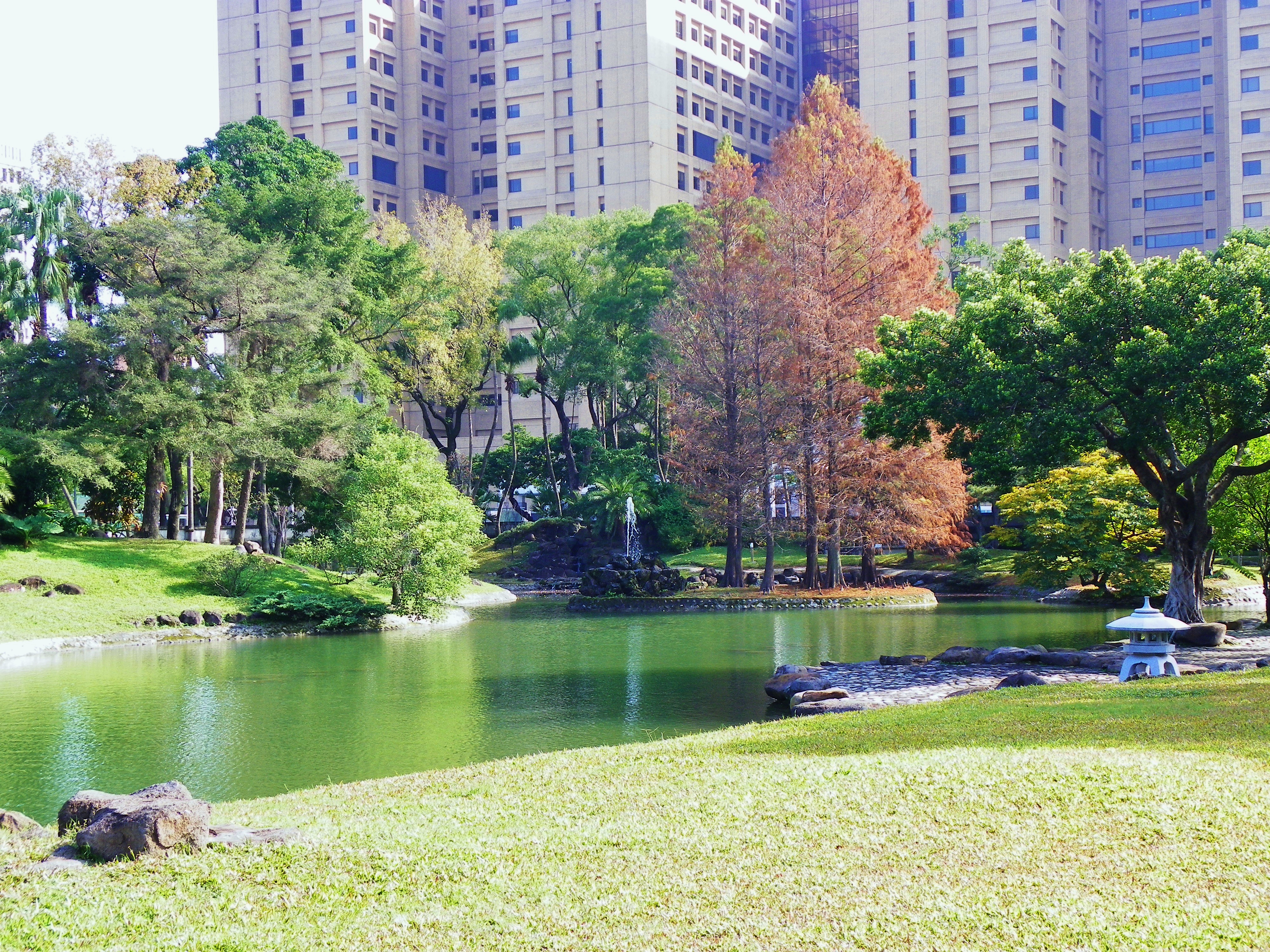
臺灣總督官邸庭園
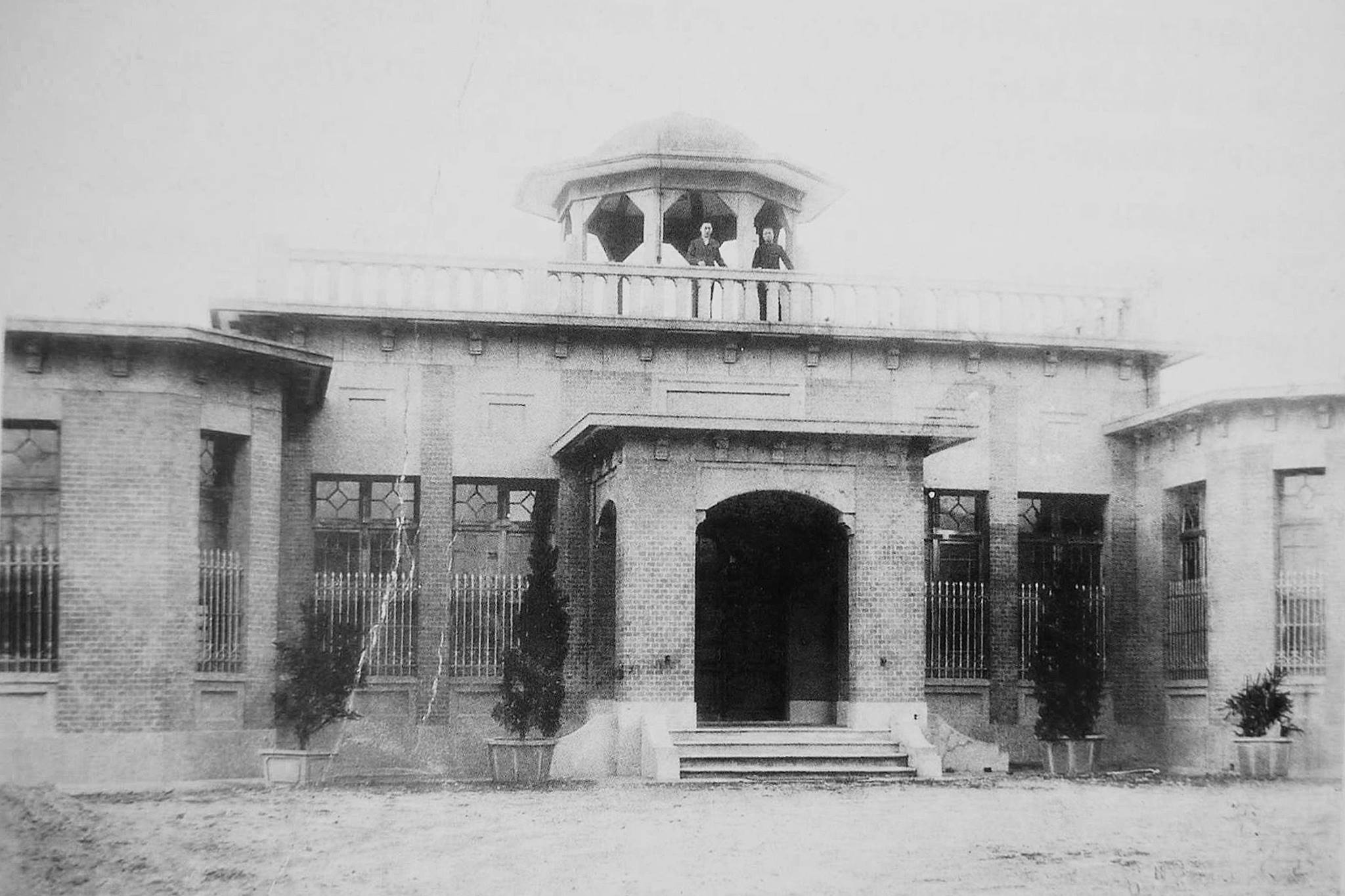
林烈堂花園八卦亭
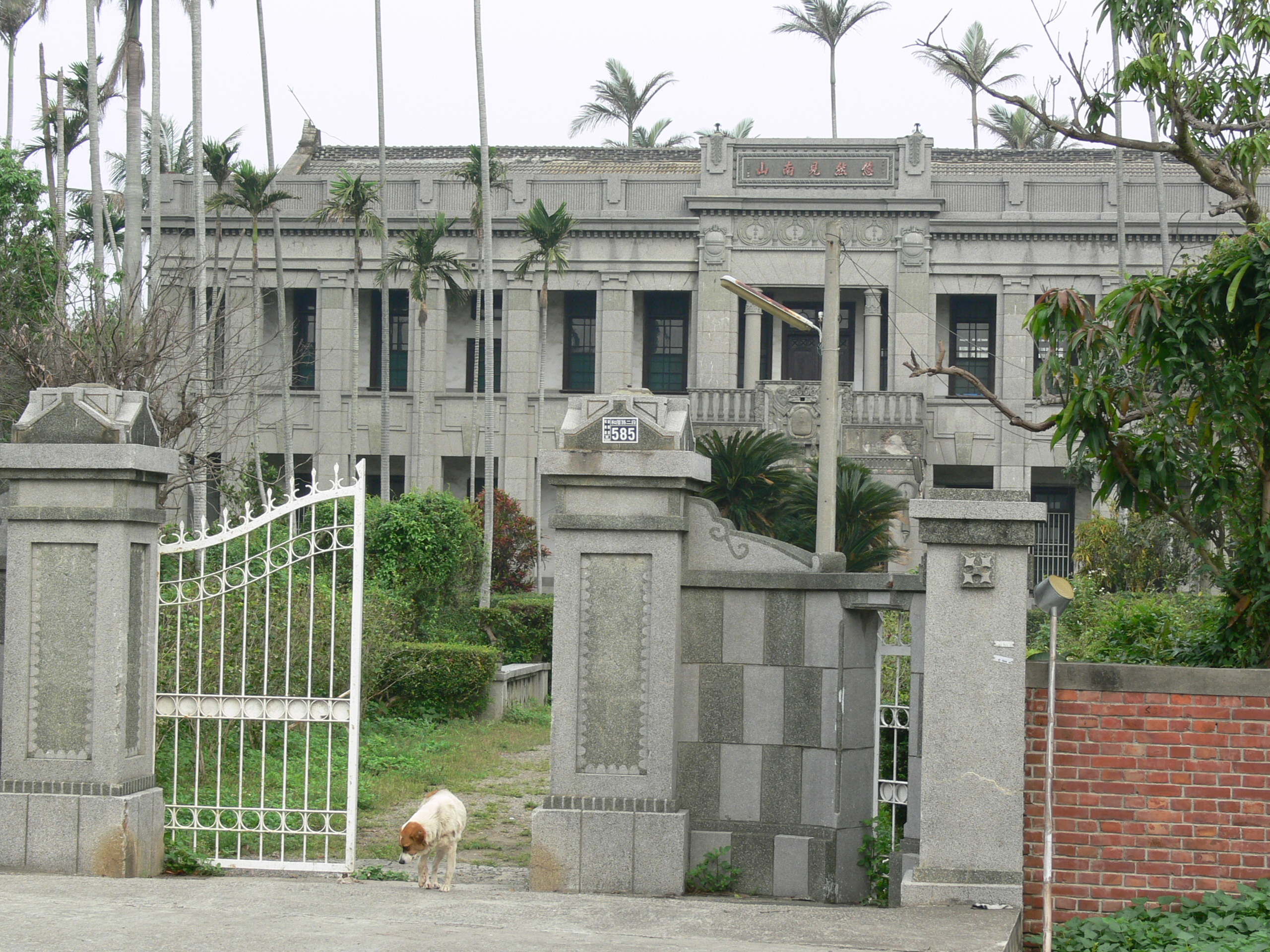
默園
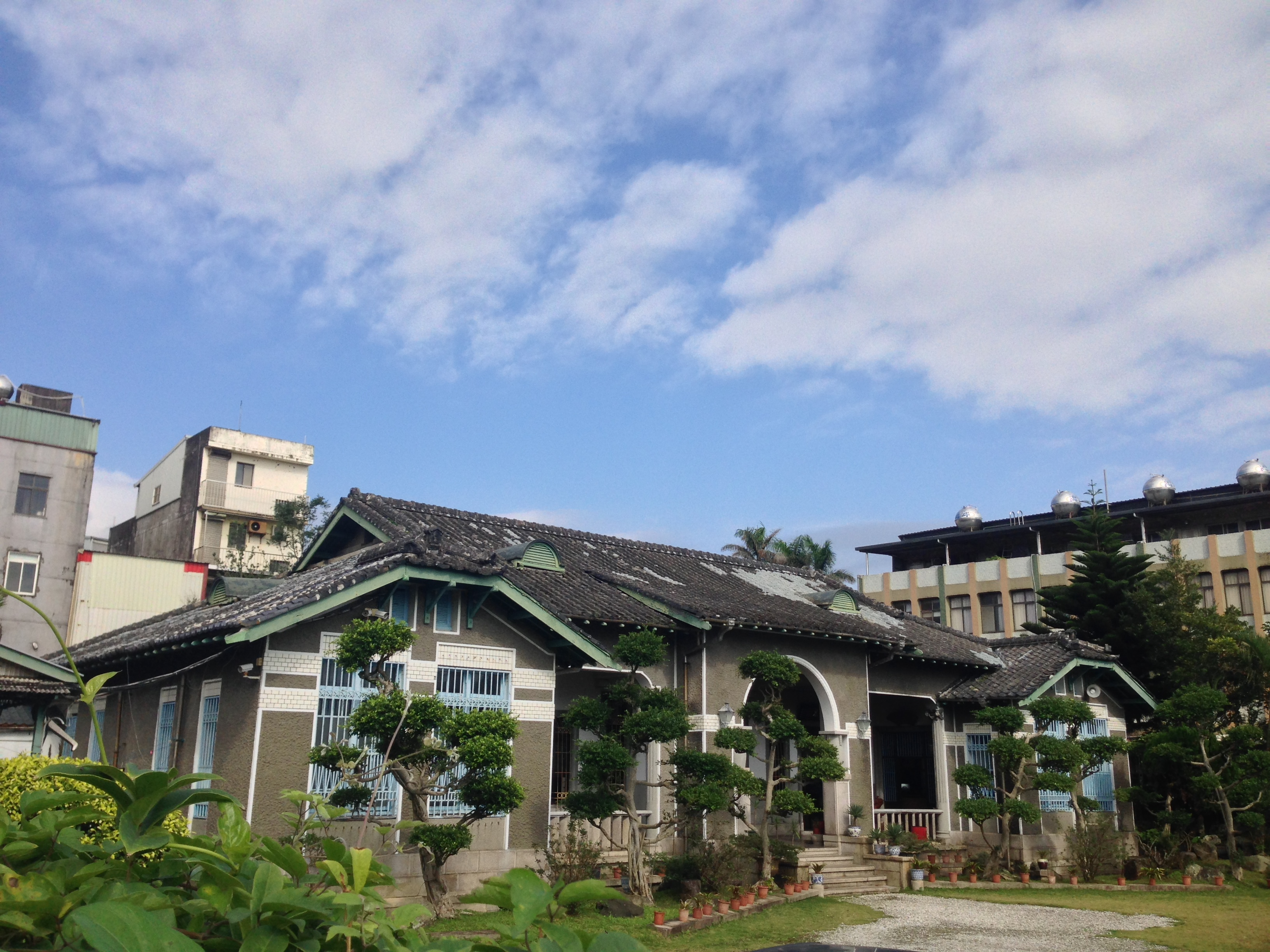
盧纘祥故宅
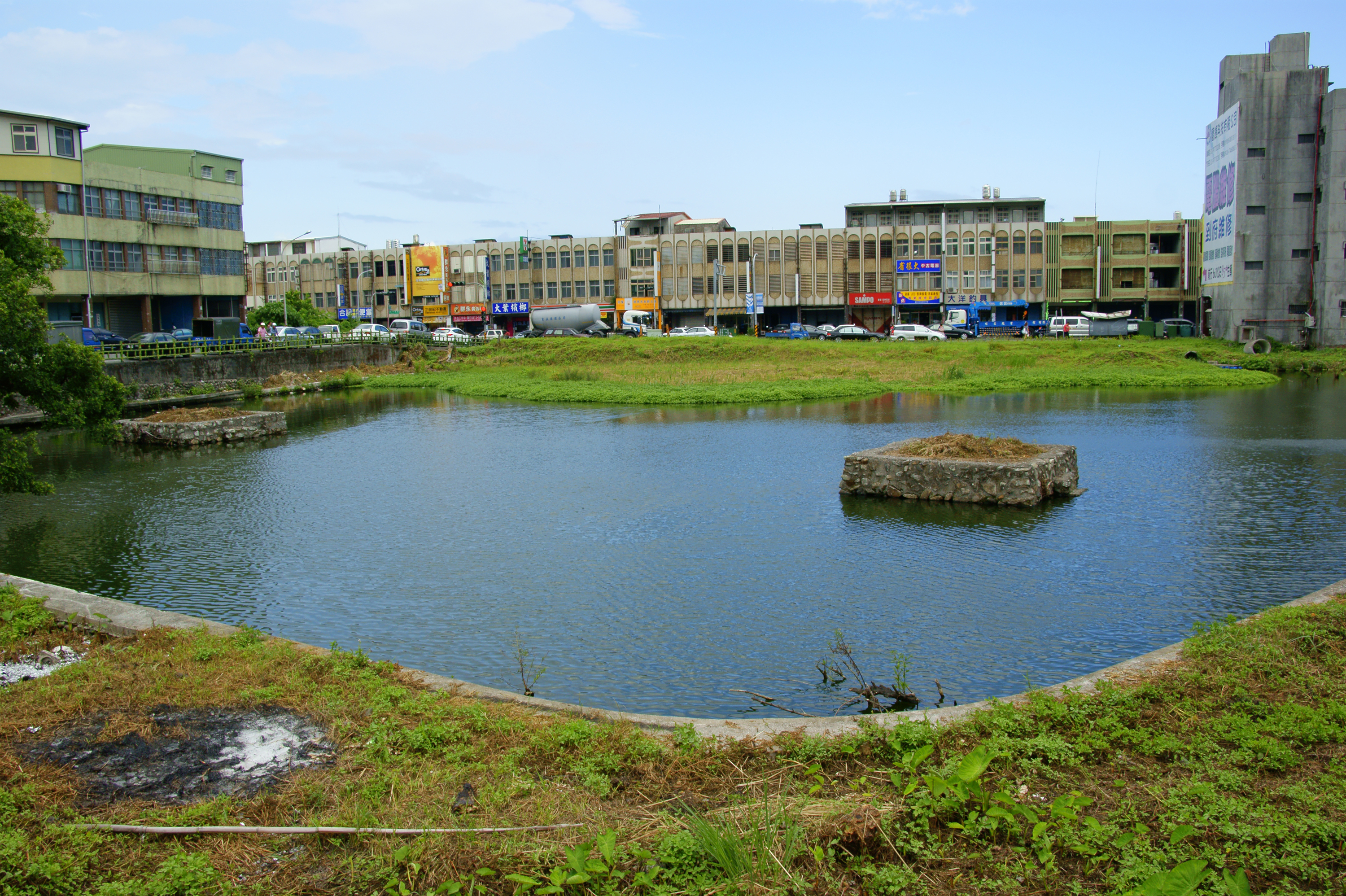
盧纘祥故宅前池塘
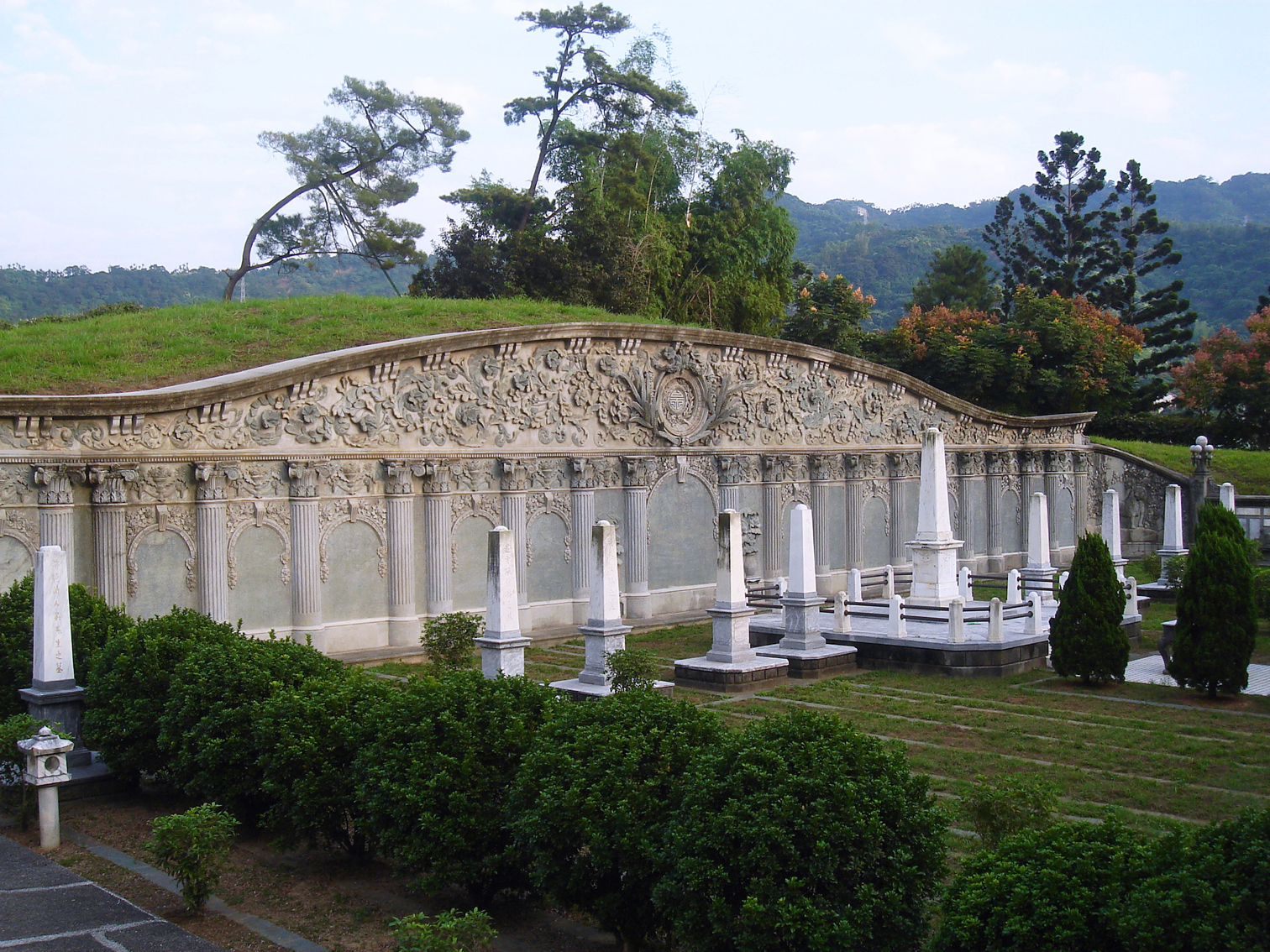
吳鸞旂墓園
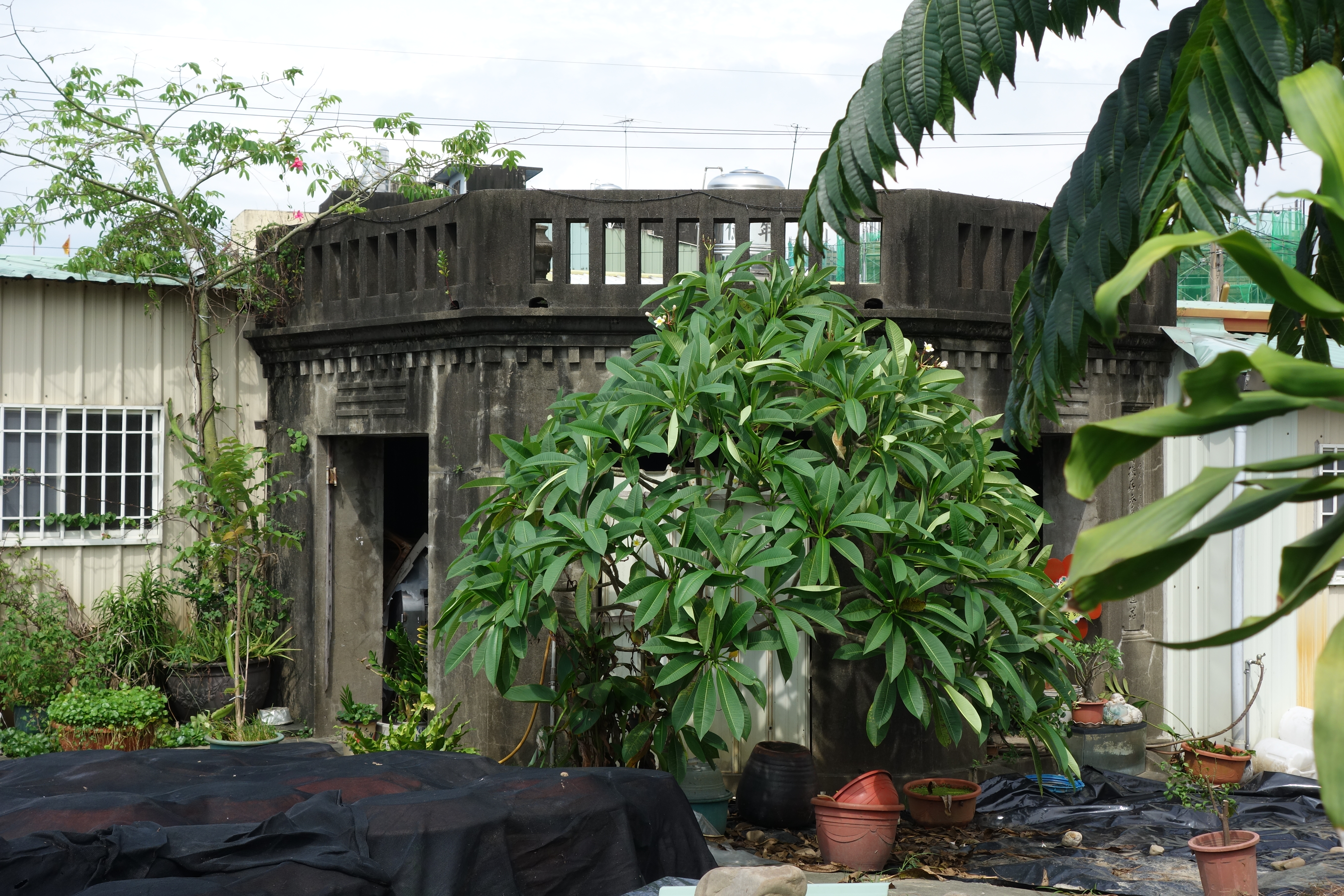
大林省園遺跡
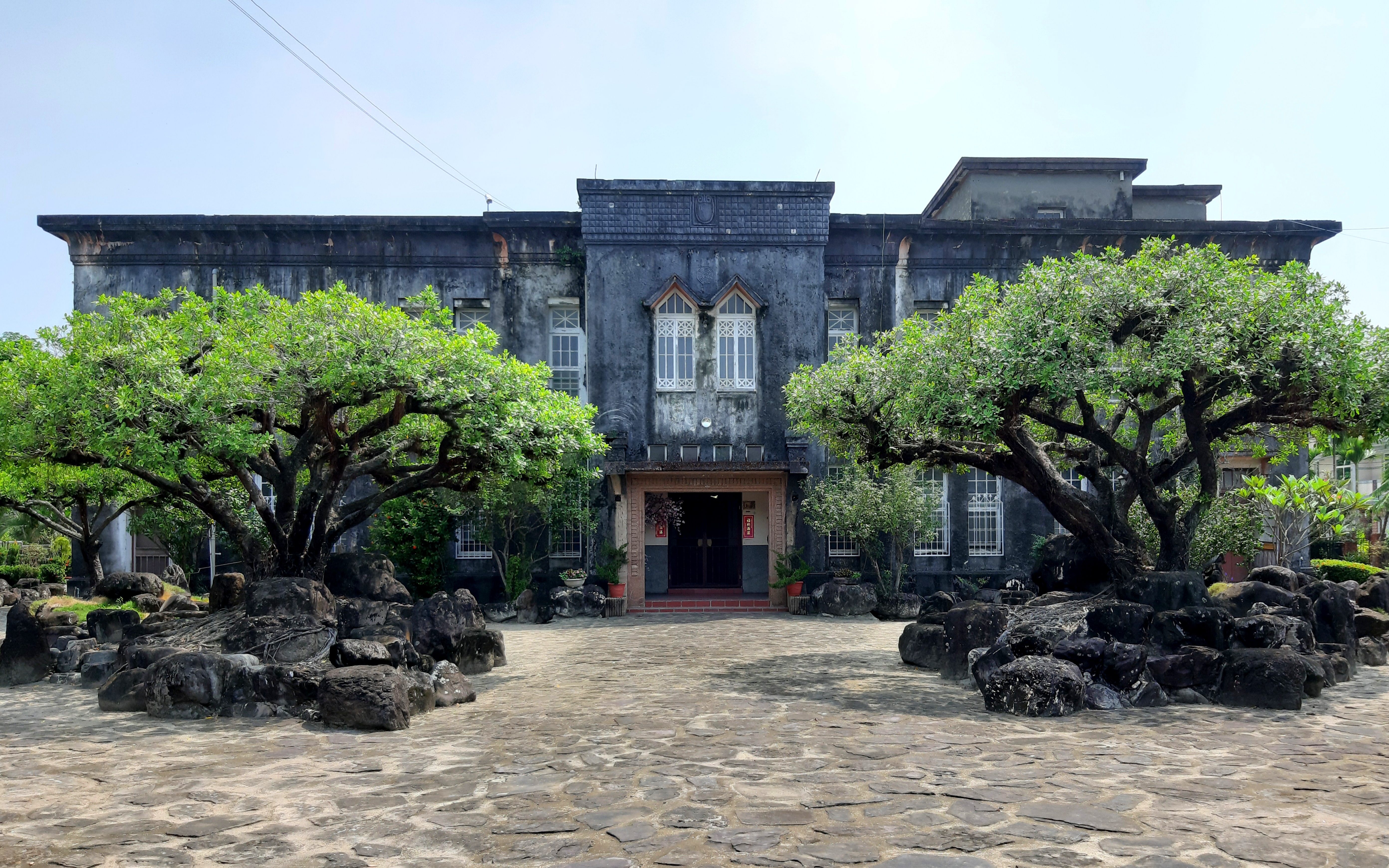
林邊阮氏宅第及花園
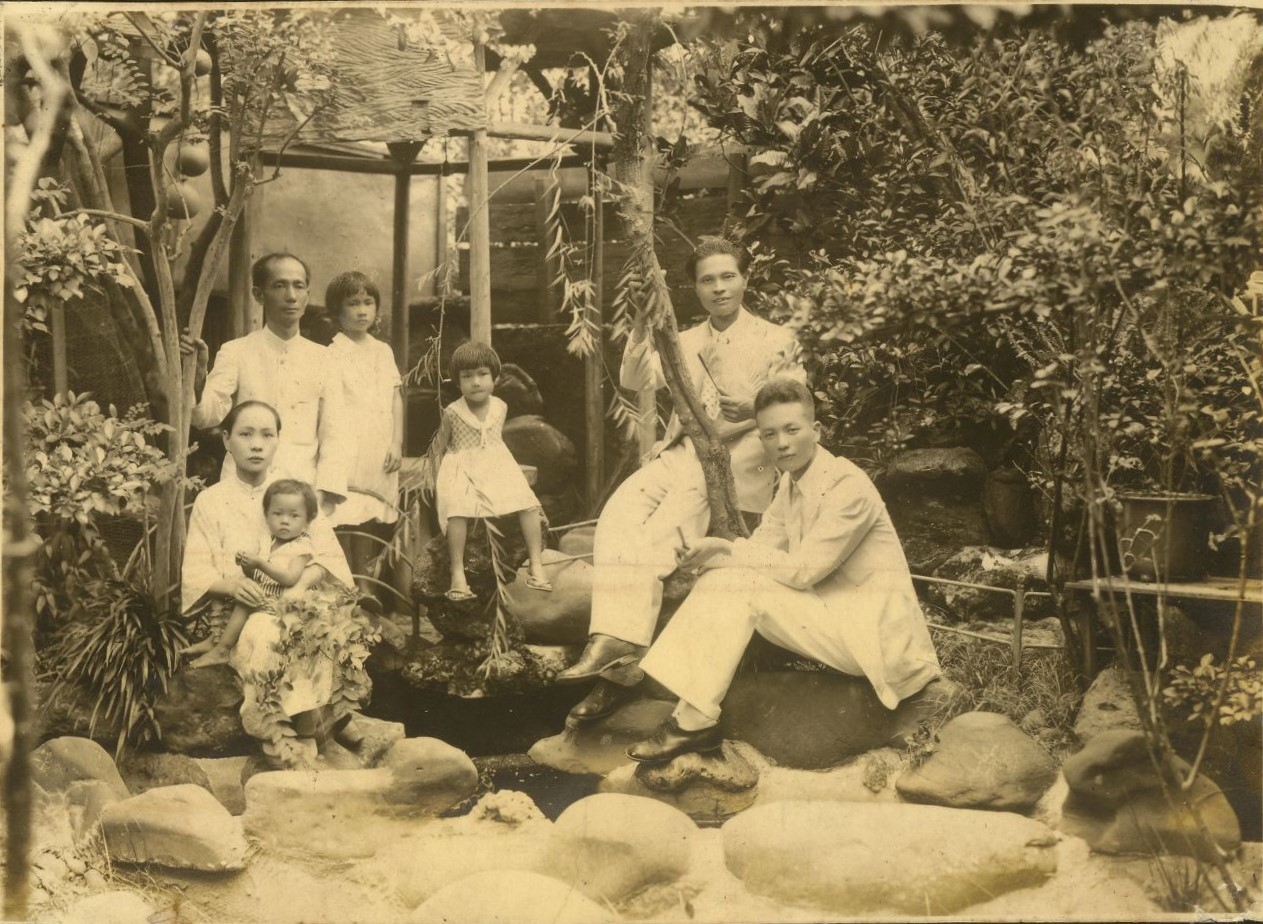
嘉義琳瑯山閣

中華民國時期園林
- 毛家花園：由邵族石印社人毛信孝建立的觀光場所。
- 逸仙公園：改建自日治時期料亭「梅屋敷」的蘇州古典園林式花園。
- 國立歷史博物館庭園 ：由楊英風設計，建於1973年[41]。
- 至善園：位於國立故宮博物院
- 大鯤園：位於南鯤鯓代天府
- 秋茂園：位於臺南市漁光島與苗栗縣通宵鎮前後共三座，現僅存苗栗縣一座，由旅日華僑黃秋茂持有。
- 新竹南園：位於新竹縣新埔鎮，為聯合報系創辦人王惕吾別莊。
- 臺灣民俗文物館
- 吳鳳紀念公園
- 一滴水紀念館之庭園：原位於日本福井縣，2009年在台重建
- 林安泰古厝民俗文物館之庭園：2010年臺北國際花卉博覽會時，臺北市政府新建之閩式庭園。
- 鶯料理：整修自日治時期料亭「鶯料理」，但已與原貌不同。
- 和德園（成美文化園）：頂新魏家所建。
- 摩耶精舍：原為張大千設計興建的宅邸與中國式庭園。
- 玄空法寺

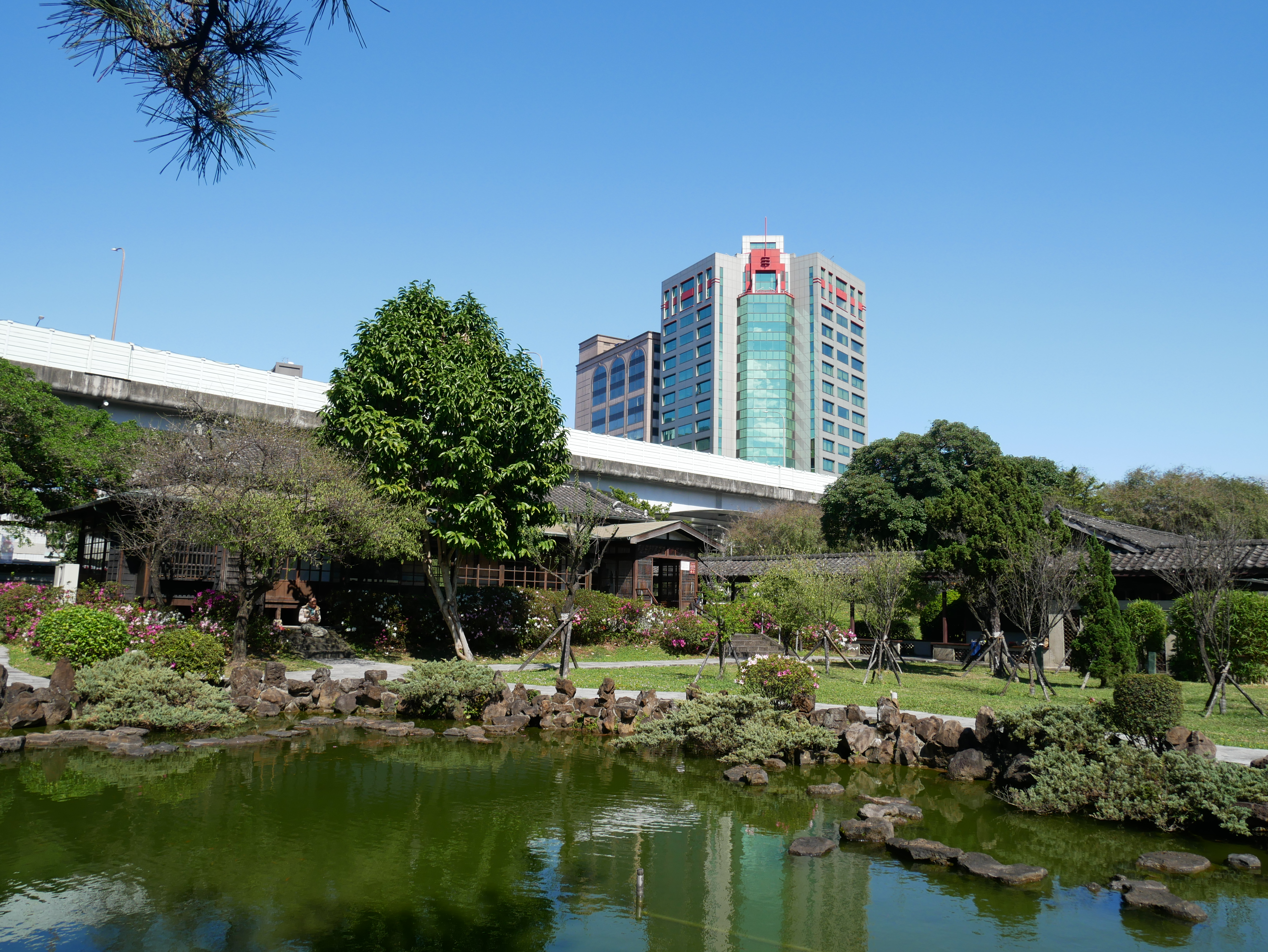
逸仙公園
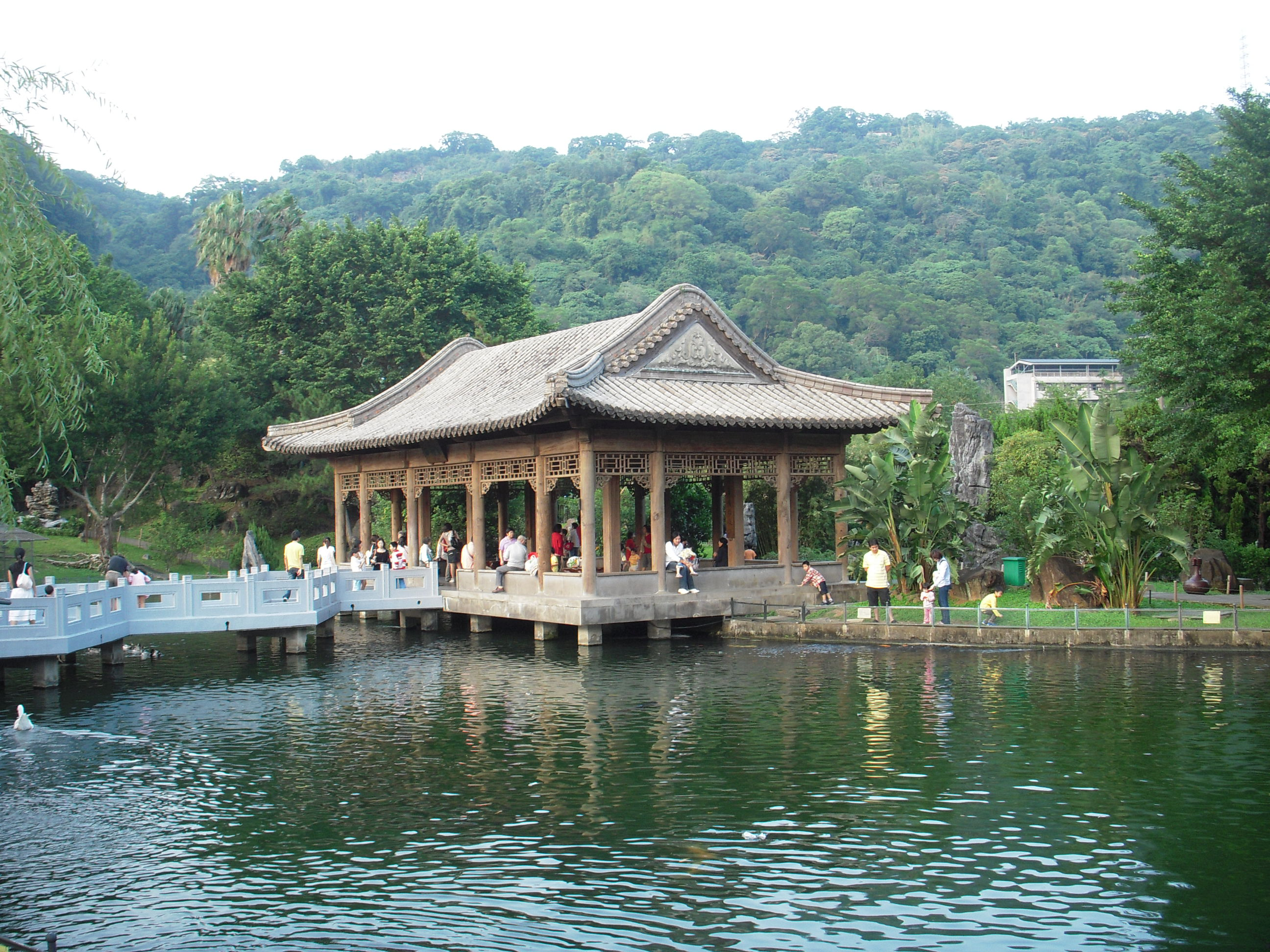
至善園
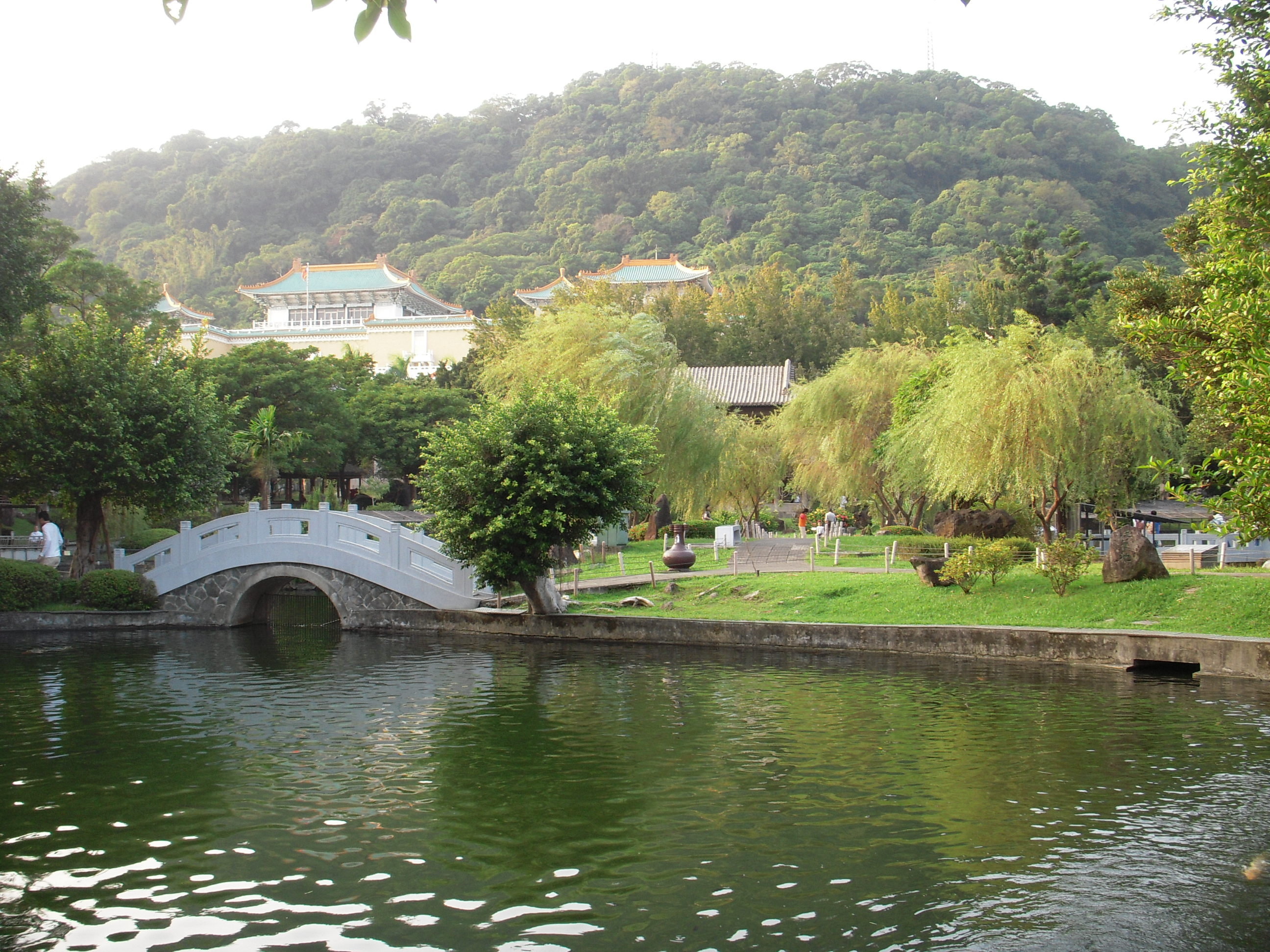
至善園
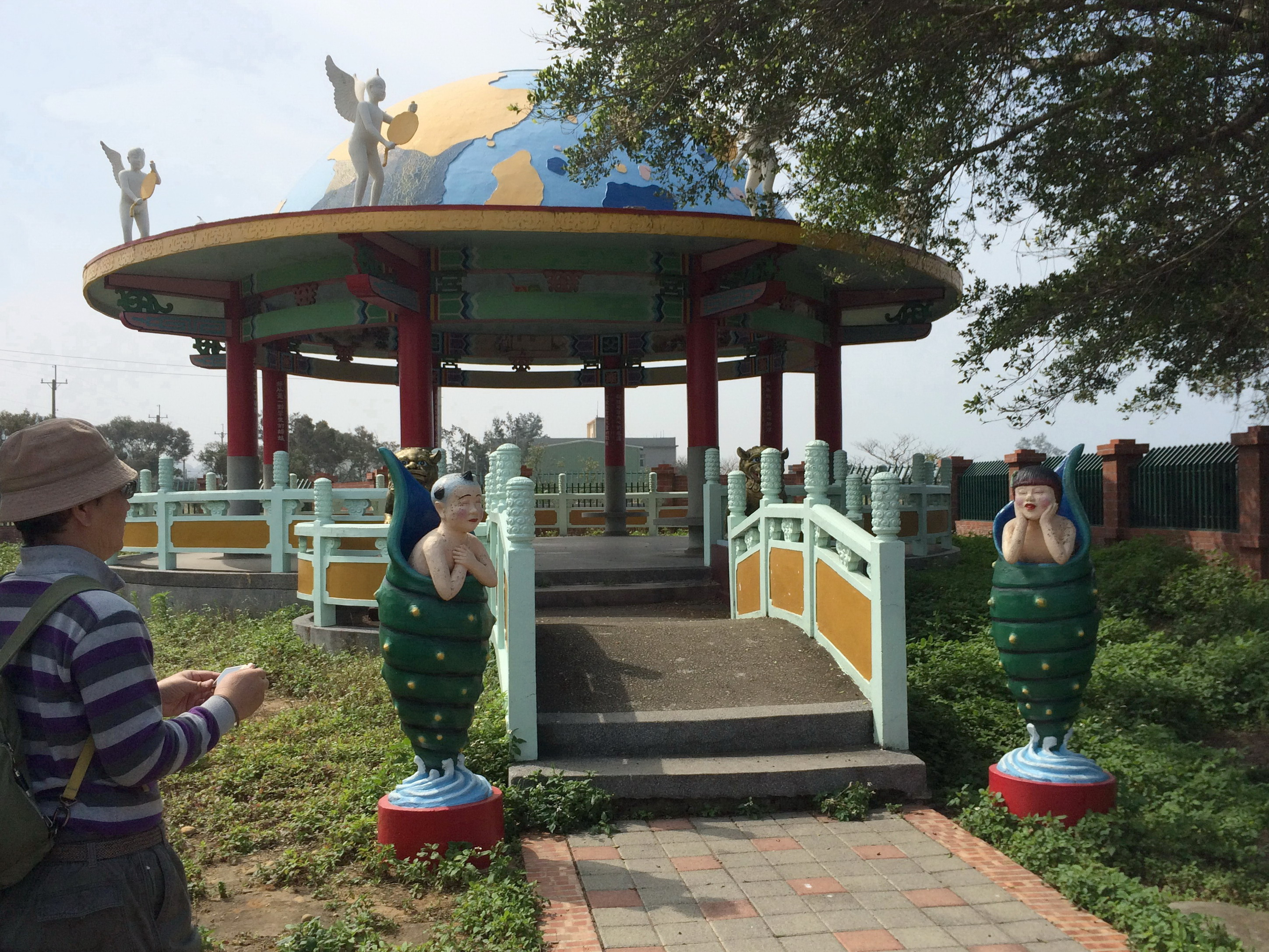
秋茂園
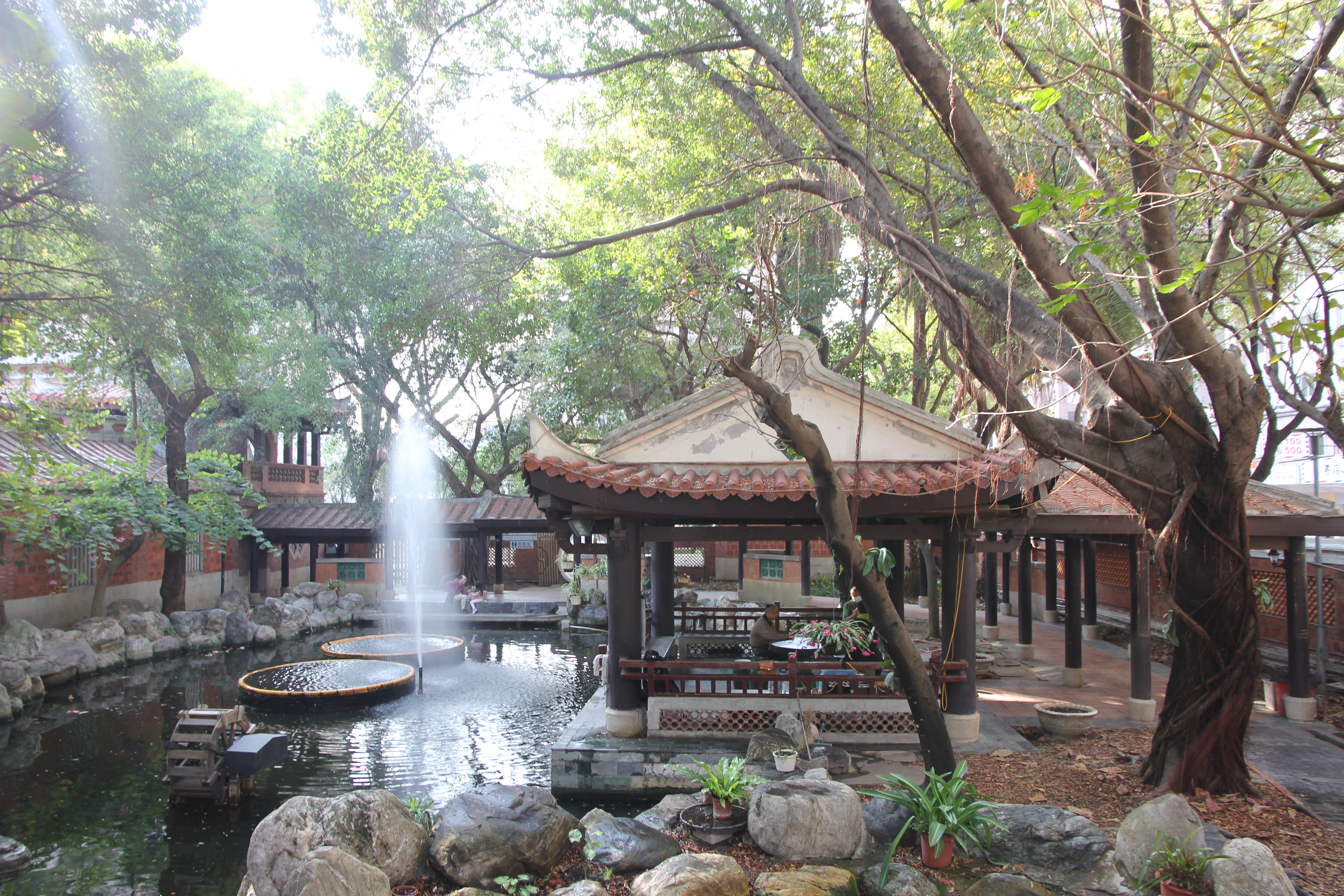
臺灣民俗文物館
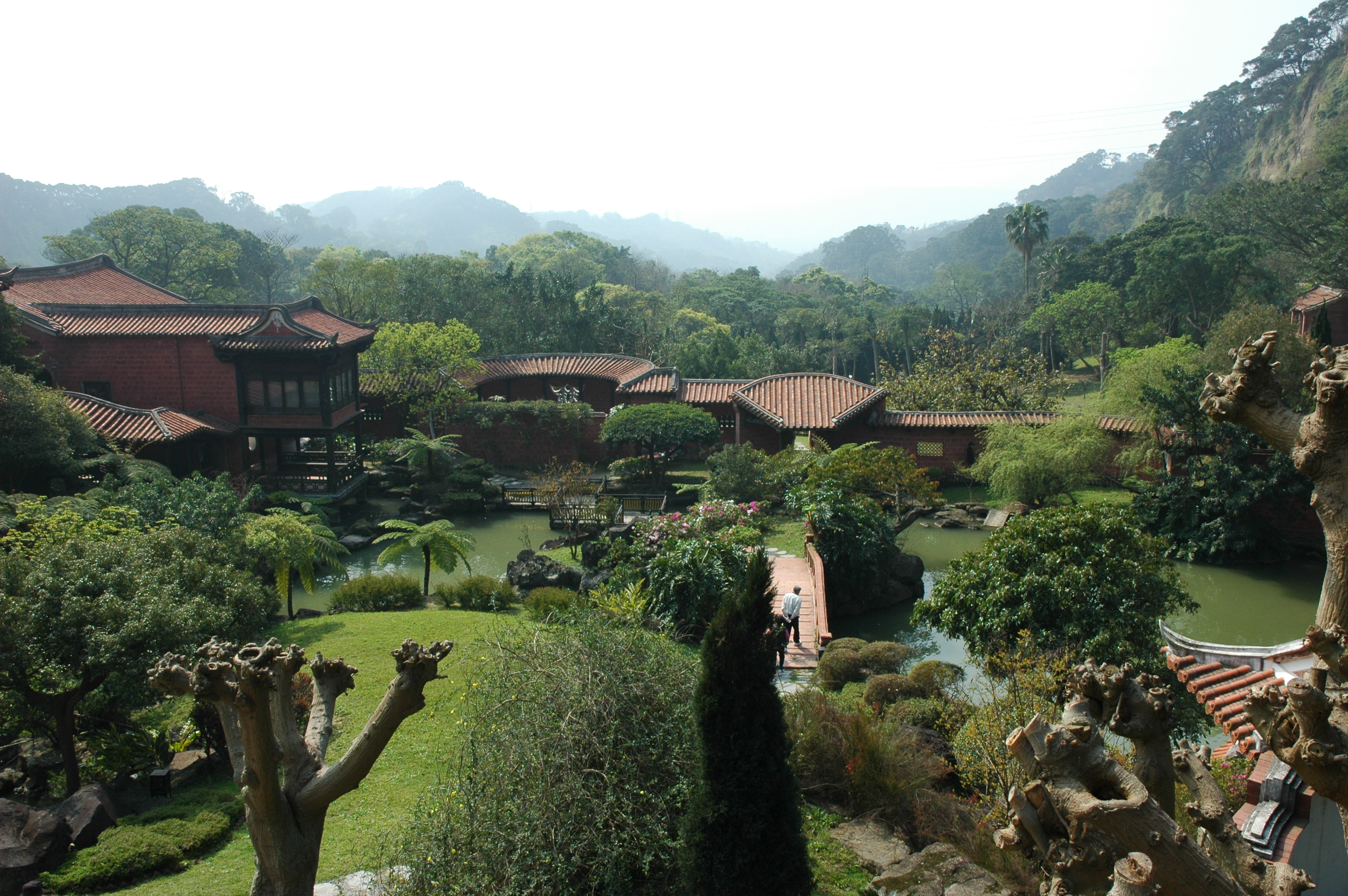
新竹南園
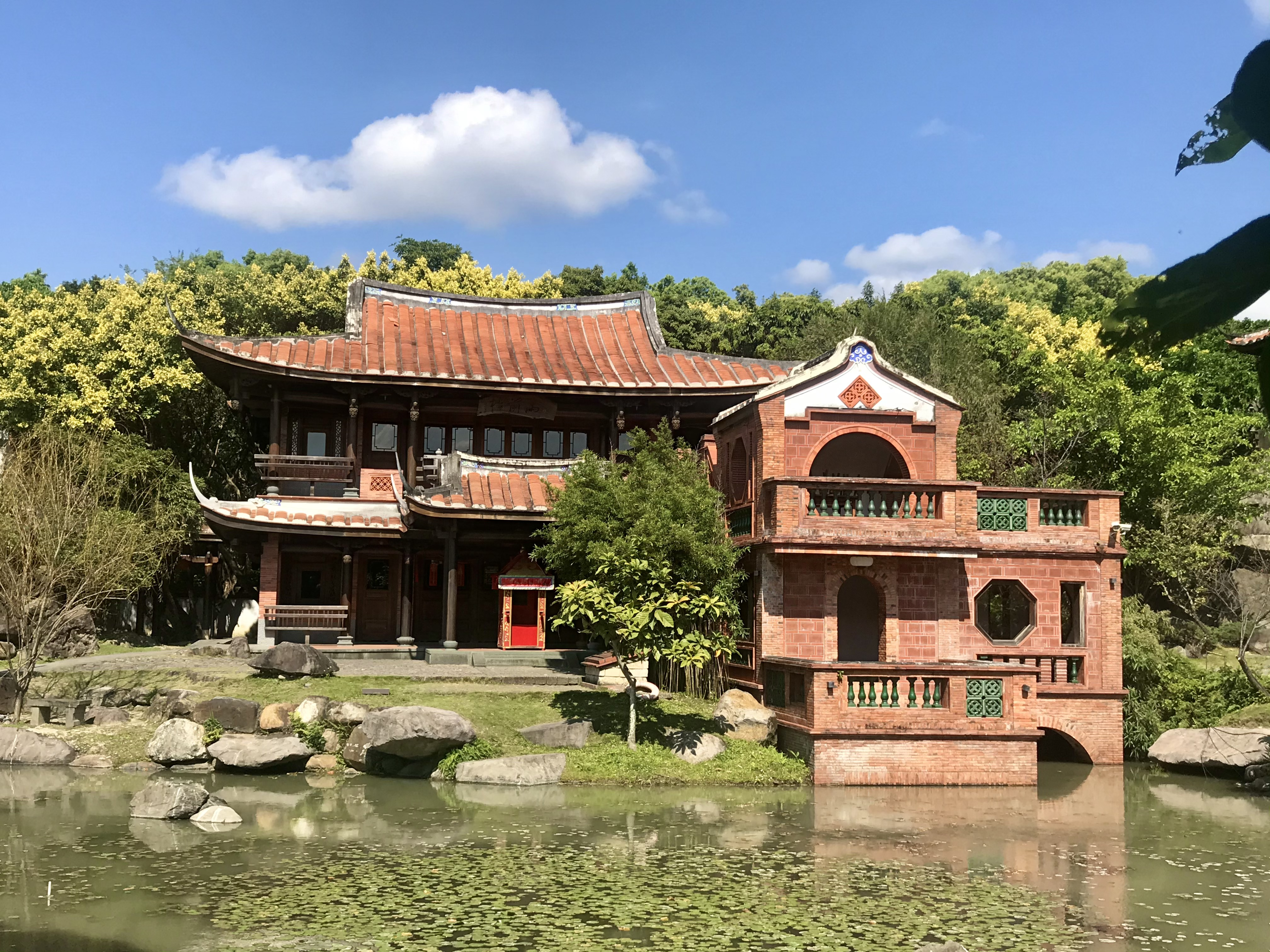
林安泰古厝民俗文物館雨前樓、隨月閣、映月池.jpg
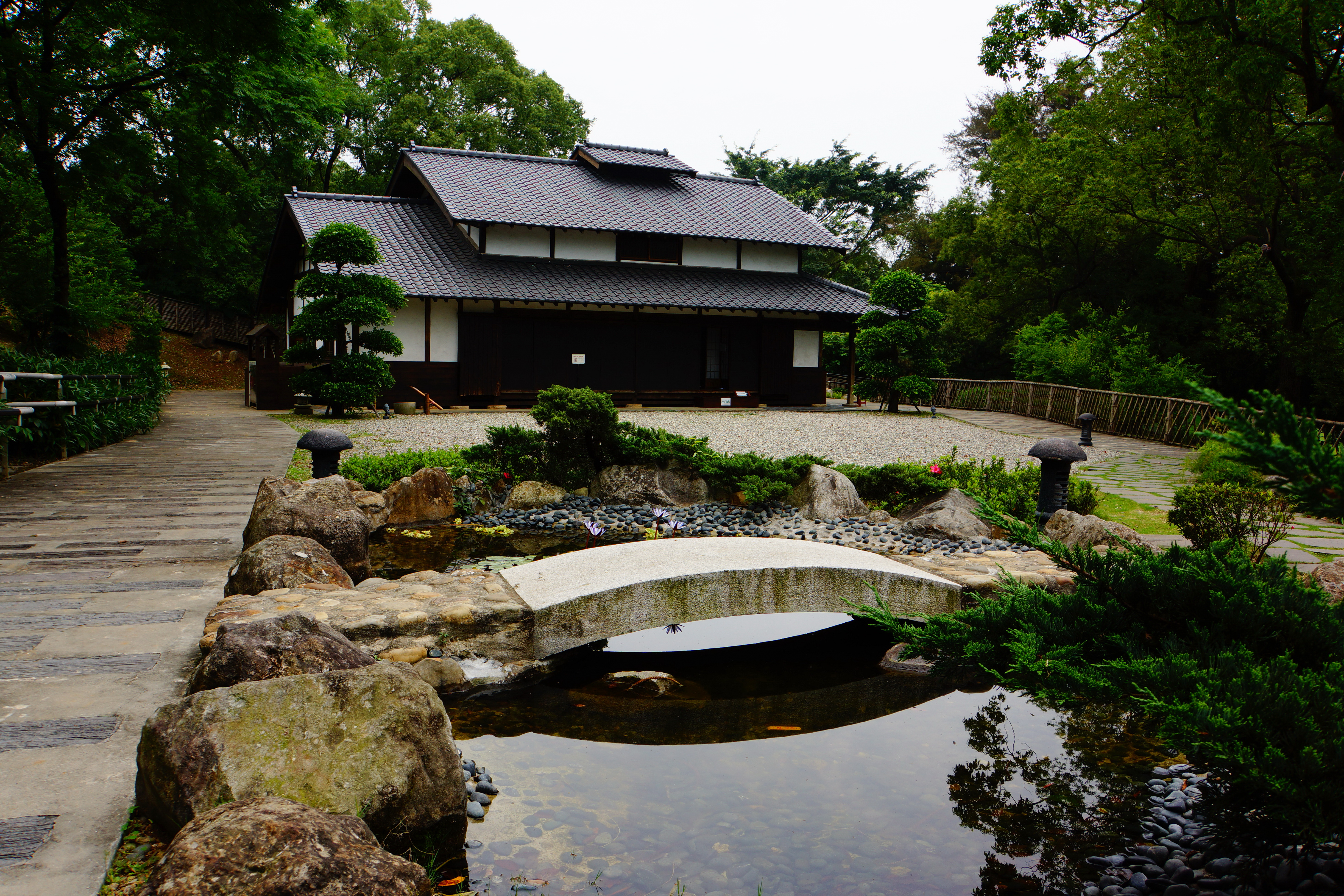
一滴水紀念館
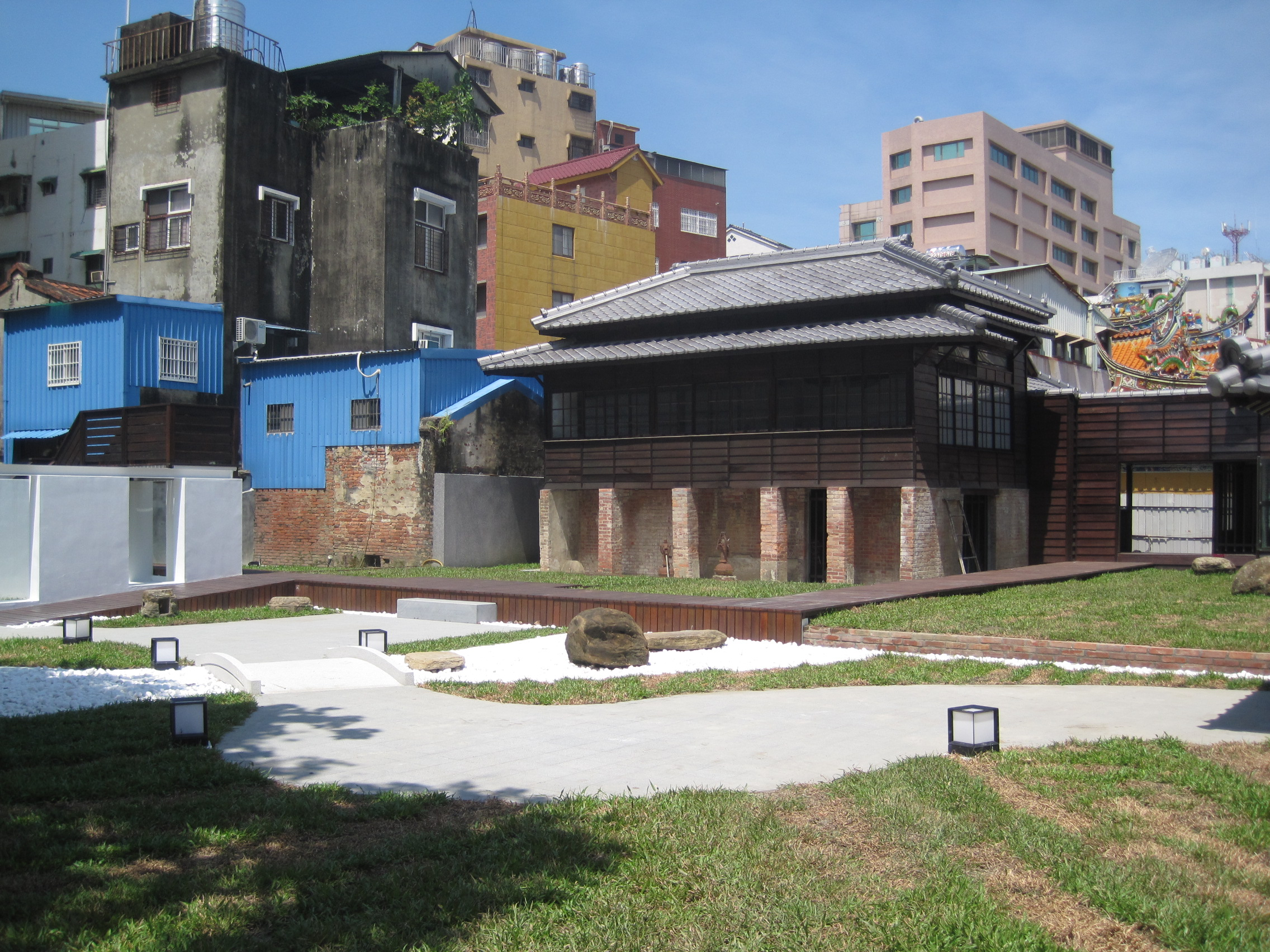
鶯料理
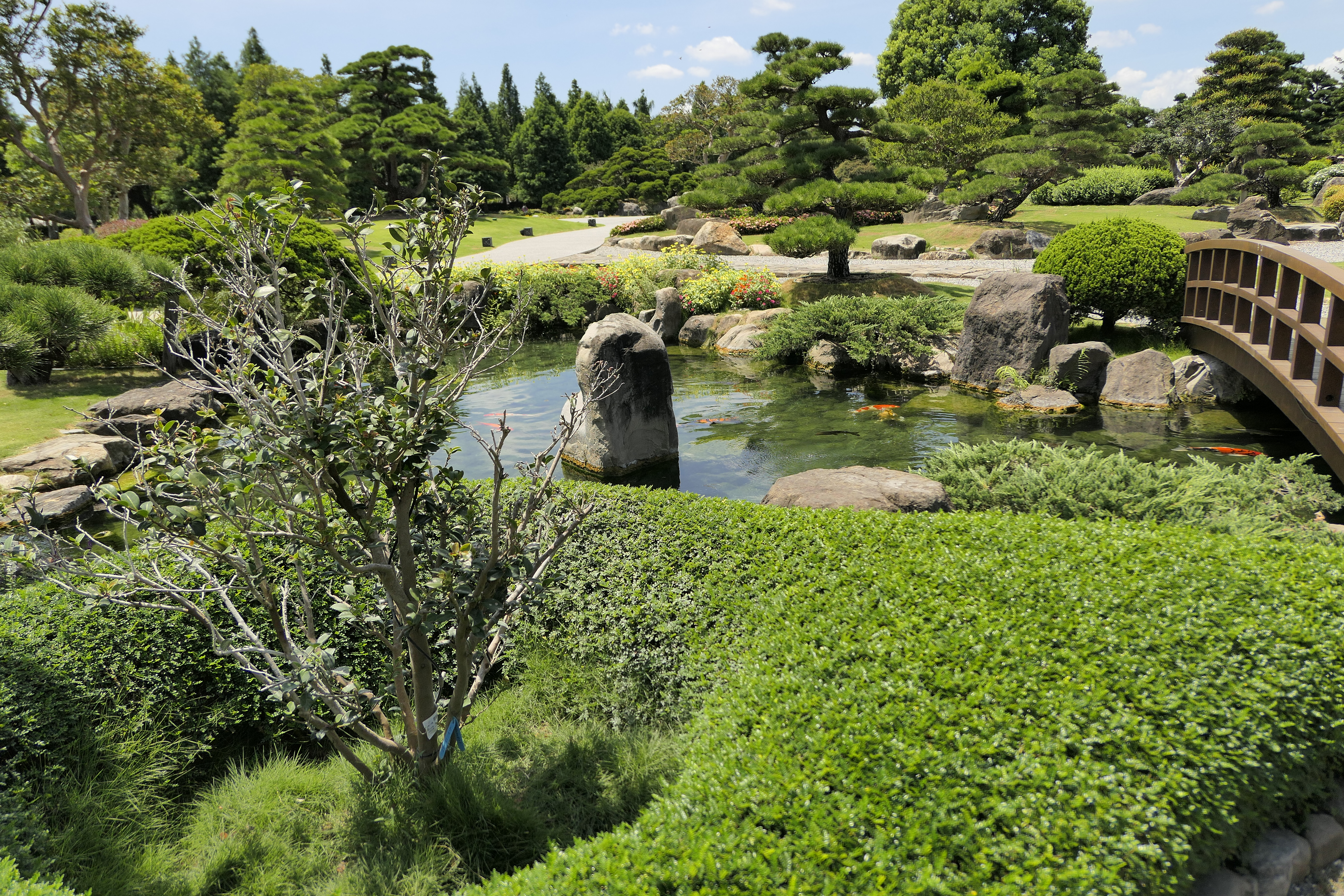
成美文化園庭園

## 外部連結
- 台灣古蹟學習知識庫 （页面存档备份，存于）
- 走.過 潛園 （页面存档备份，存于）
- 新竹在地文化代表　竹塹「潛園」復建 （页面存档备份，存于）
- 撲溯迷離的石獅[永久]